# سطح مبنى

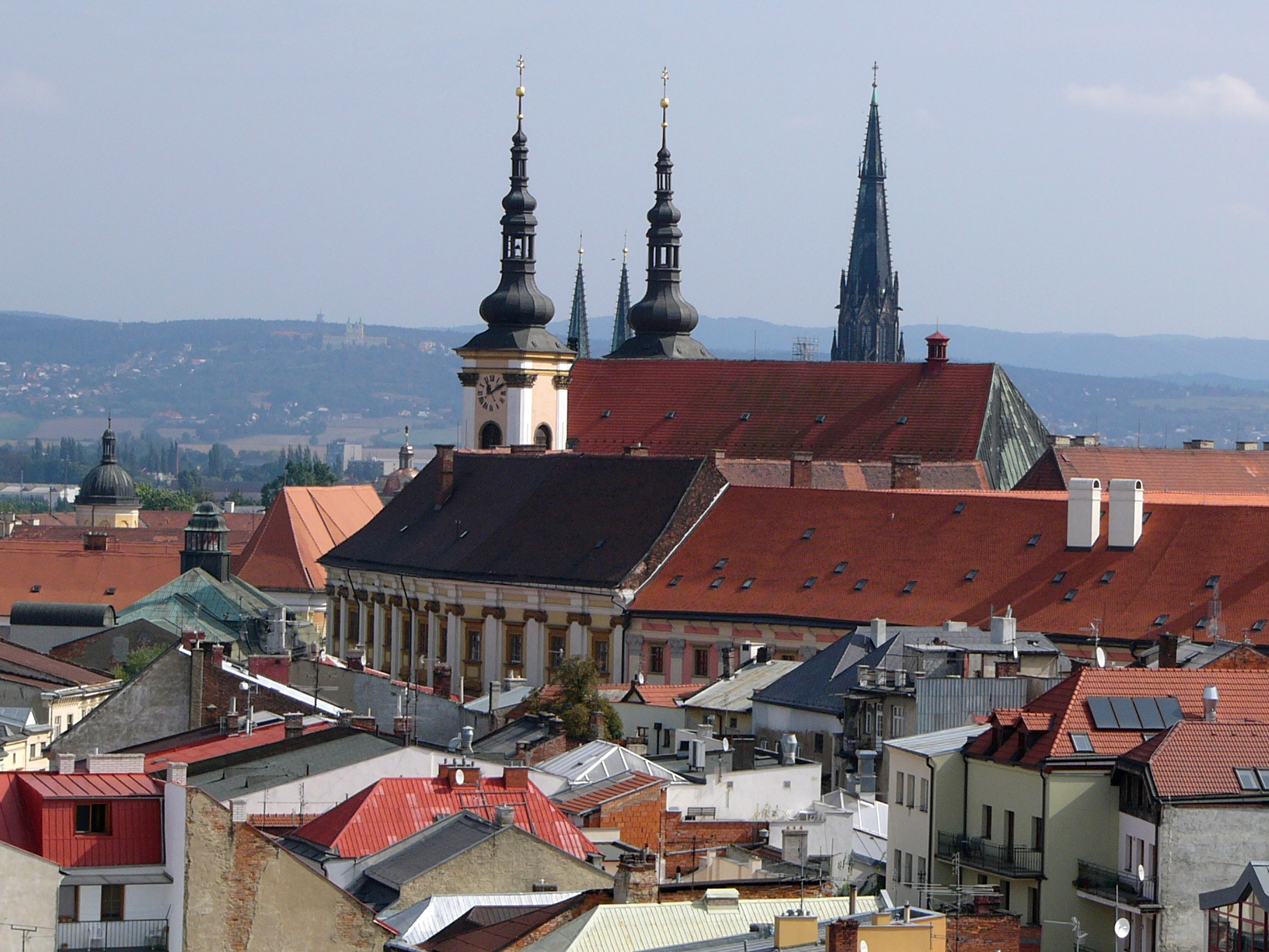
أسطح مدينة أولوموتس، جمهورية التشيك

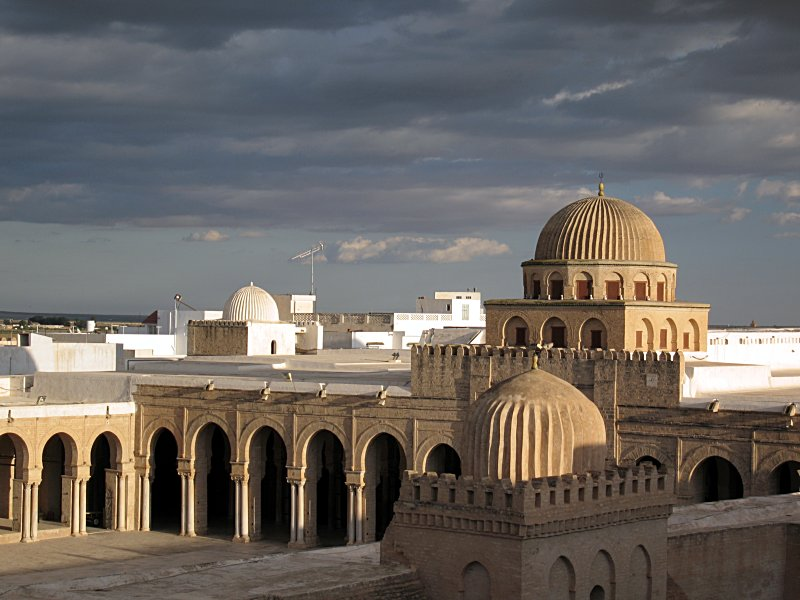
الأسطح (ذات القباب) لـ جامع القيروان الأكبر، والذي يطلق عليه أيضًا اسم جامع عقبة، والواقع في مدينة القيروان، تونس

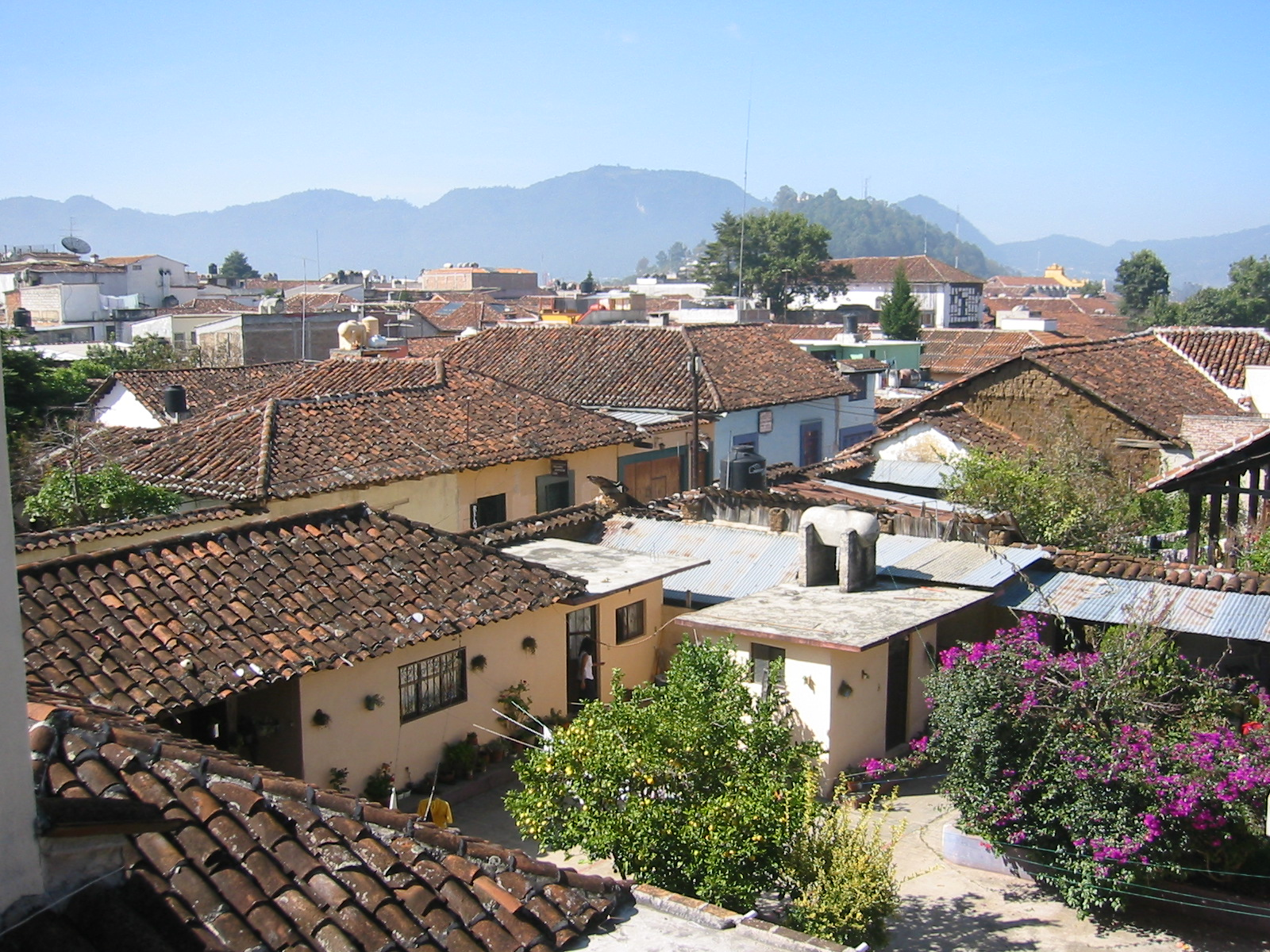
أسطح مدينة سان كريستوبال دي لا كازاس، المكسيك

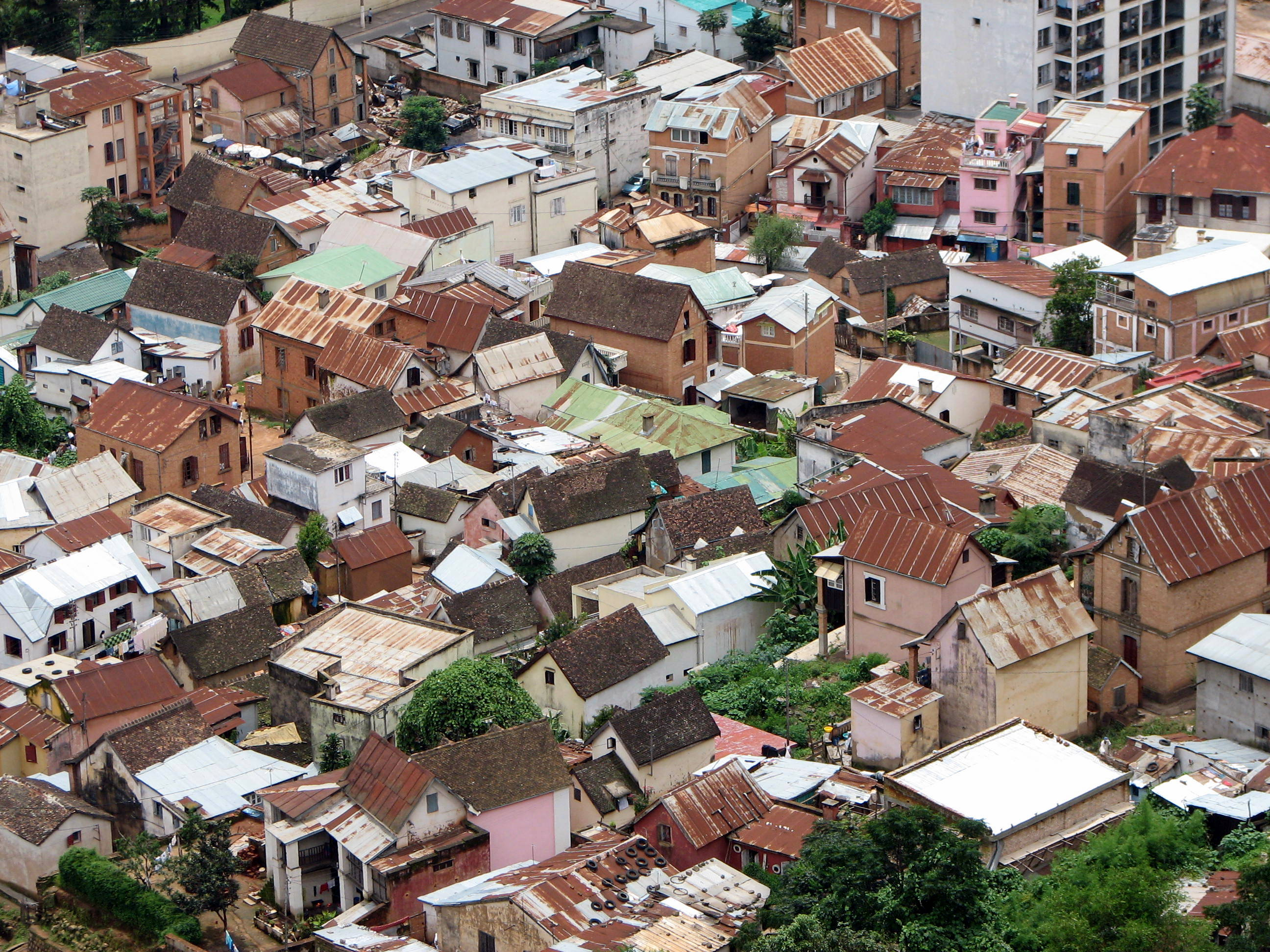
أسطح مدينة أنتاناناريفو، مدغشقر

سطح المبنى هو الجزء الذي يغطي أعلى نقطة في أي مبنى. ويعمل السطح على حماية المباني ومحتوياتها من تأثيرات الطقس ومن غزو الحيوانات. وتتنوع الهياكل البنائية التي تحتاج إلى وجود الأسطح بين صناديق البريد إلى الكاتدرائيات أو الملاعب، ولكن المنازل السكنية هي الأكثر عددًا بين كل ذلك.
وفي معظم الدول، فإن الأسطح تقوم في المقام الأول بالحماية ضد الأمطار. وبناءً على طبيعة المبنى، فإن السطح يمكن أن يحمي أيضًا من الحرارة وأشعة الشمس والبرد والثلوج والرياح. وهناك أنواع أخرى من البنايات، مثل البيوت الزجاجية في الحدائق، تحتاج إلى الأسطح التي تشكل حماية من البرد والرياح والأمطار ولكنها تمرر الضوء. قد تحتاج الشرفة إلى سطح مزود بمواد تحمي من أشعة الشمس ولكنها تسمح بمرور العناصر الأخرى.
تتوقف خصائص السطح تتوقف على الغرض من المبنى الذي تغطيه، ومواد التسقيف المتاحة، وتقاليد البناء المحلية، فضلاً عن المفاهيم الواسعة للتصميم المعماري وتطبيقاته ويمكن أيضًا أن يحكمها تشريع محلي أو قومي.

## عناصر التصميم
عناصر تصميم أسطح المباني هي::
- المادة الخام
- التشييد
- المتانة

المادة الخام المستخدمة في صنع الأسطح يمكن أن تتنوع بين ورق أشجار الموز، أو قش القمح أو الأعشاب البحرية والزجاج الرقائقي، أو النحاس (انظر: التسقيف بالنحاس), أو صفائح الألومنيوم والخرسانة جاهزة الصب. في العديد من أجزاء العالم ظل بلاط السيراميك هو المادة المستخدمة في أغلب عمليات صناعة الأسطح لقرون.
يتم تحديد طريقة بناء السطح على أساس أسلوب دعمه وكيفية توصيل الفراغ الموجود أسفل السطح وأيضًا تحديد ما إذا كان السطح قائمًا أم لا. درجة الميل والانحراف هي الزاوية التي يرتفع عندها السطح وتتلاقى فيها أخفض نقطة مع أعلى نقطة. أغلب المعمار المحلي - باستثناء المناطق شديدة الجفاف - له أسطح إما منحدرة أو قائمة. درجة ميل السطح تعتمد بشكل جزئي على العناصر الفنية، ولكنها تتأثر بشكل أكبر بالجوانب العملية. تتطلب بعض أنوع الأسطح، مثل الأسطح المصنوعة من القش، أن تكون درجة الميل حادة كي يكون السطح مقاومًا للماء ومتينًا. وتوجد أنواع أخرى من الأسطح، مثل وحدات القرميد، تكون غير مستقرة في حالة درجة ميل السطح الحادة ولكنها توفر حماية ممتازة من تقلبات الطقس في وجود زاوية منخفضة نسبيًا. في الأقاليم التي يقل فيها سقوط الأمطار، يوفر السطح شبه المستوي ذو المجرى خفيف الانحدار حماية كافية ضد هطول الأمطار الموسمي.
متانة السقف تُعد مسألة جديرة بالاهتمام لأن السقف غالبًا يكون المنطقة الأقل قابلية للإصلاح والتجديد في المبنى وذلك لصعوبة الوصول إليه، بينما حين يلحق به تلف أو ضرر فإن ذلك يمكن أن يحمل آثارًا خطيرة.

## شكل السطح
إن أشكال الأسطح تختلف كثيرًا من منطقة إلى أخرى. العوامل الرئيسية التي تؤثر على أشكال الأسطح هي المناخ والمواد المتاحة لصنع هيكل السطح وكذلك الغطاء الخارجي.
الأشكال الأساسية للأسطح هي المستوي، وخفيف الانحدار، وسطح الجملون، وذو الجوانب المنحدرة، السطح المقوس والسطح المقبب كما يوجد العديد من الأصناف والاختلافات بين أنواع الأسطح. الأسطح المبنية من مقاطع مستوية تميل للانحدار تسمى الأسطح القائمة (هذا عمومًا إذا تجاوزت الزاوية 10 درجات). تشكل الأسطح المائلة، بما في ذلك أسطح الجملون والأسطح خفيفة الانحدار، النسبة الأكبر من الأسطح المنزلية. بعض الأسطح تتبع أشكالاً عضوية، إما بسبب التصميم المعماري أو بسبب مرونة المادة الخام مثل تلك المواد المستخدمة في البناء.

## أجزاء السطح
هناك جزءان للسطح وهما، الهيكل الداعم للسطح والطبقة الخارجية، أو الطبقة العليا المقاومة لعوامل الطقس. في القليل من الأسطح فقط، تكون الطبقة الخارجية هي نفسها الهيكل الداعم للسطح.
تكون هياكل الأسطح عمومًا مدعومة بالجدران، ولكن توجد بعض أنماط المباني التي تطمس الفرق بين الجدار والسطح مثل الجيوديسية ونوع آخر يسمى أسطح الإطار A.

### الدعم

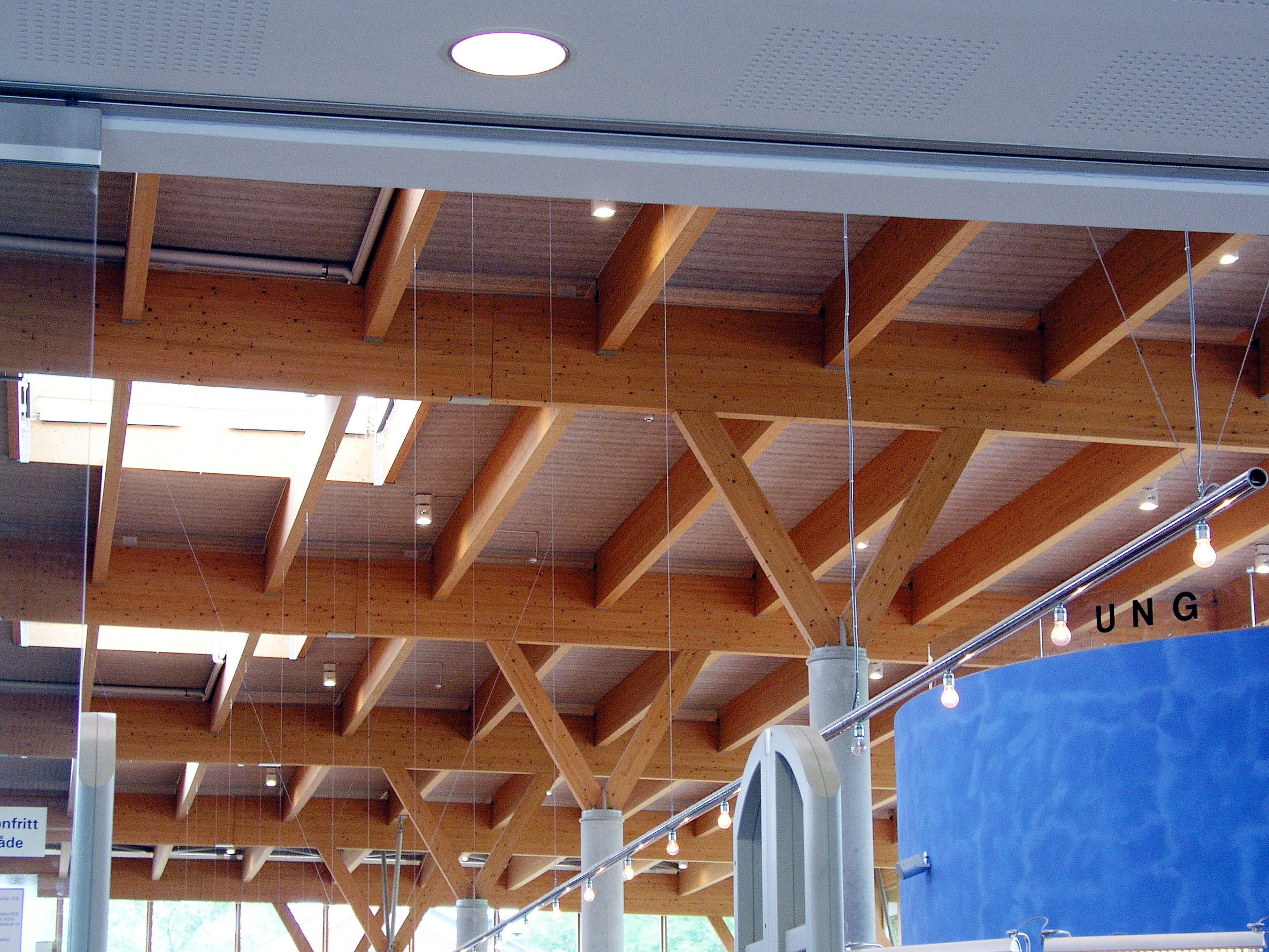
سطح مكتبة في السويد.

يضم الهيكل الداعم للسطح عادة العوارض القوية والطويلة، والجامدة إلى حد ما مثل أخشاب الأشجار، ومنذ منتصف القرن التاسع عشر بدأ استخدام الحديد الزهر أو الصلب. في البلاد التي تستخدم البامبو أو الخيزران بشكل واسع، فإن مرونة المادة تؤدي إلى وجود خط منحنٍ مميز في السطح، وتلك هي خصائص العمارة الشرقية.
أخشاب الأشجار تفسح المجال لمجموعة كبيرة ومتنوعة من أشكال الأسطح. فإن هيكل أخشاب الأشجار يمكنه أن يؤدي الوظيفتين معًا الجمالية والعملية حين يكون معروضًا للمشاهدة.
تم استخدام الأبواب الحجرية لدعم الأسطح منذ عصور ما قبل التاريخ، لكنها لا يمكن أن تقدم دعمًا لمسافات كبيرة. بدأ استخدام بوابة القنطرة الحجرية بشكل واسع في زمن الرومان القدماء وبأشكال مختلفة ويمكن الاستعانة بها لمسافات تمتد إلى 140 قدمًا (43 مترًا). هيمن استخدام بوابة القنطرة الحجرية أو قنطرة مقوسة، ذات الأضلاع أو بدونها على بناء أسطح الأعمال المعمارية الكبرى لمدة تقرب من 2000 عام، لتفسح المجال للعوارض الحديد التي واكبت الثورة الصناعية وتصميم مثل هذه المباني يشابه قصر باكستون كريستال بالاس، والذي اكتمل بناؤه عام 1851.
ومع التطورات المستمرة في العوارض الصلب أصبحت هذه العوارض هي الدعم الهيكلي الأساسي للأسطح الكبيرة، وأخيرًا للمنازل العادية أيضًا. ويوجد شكل آخر للعوارض وهي العوارض المصنوعة من الخرسانة المسلحة والتي تكون فيها قضبان الحديد مغطاة بالخرسانة الأسمنتية مما يمنحها قدرة أكبر لتحمل الشد.

### الطبقة الخارجية
وهذا الجزء يظهر فيه اختلافات كبيرة وفقًا لتوافر المواد الخام. في الهندسة المعمارية البسيطة والمتعارف عليها، فإن الأسطح عادة ما تُصنع من غطاء نباتي، مثل القش، وكذلك أكثر الأغطية النباتية تحملًا هو الأعشاب البحرية حيث إنه يدوم إلى ما يقرب من أربعين عامًا. يُستخدم الخيزران (البامبو) في معظم الدول الآسيوية في صنع كل من الهيكل الداعم وكذلك الطبقة الخارجية حيث تُوضع سيقان الخيزران المنفصلة متتالية في وضع مقلوب ومتداخلة. أما في المناطق التي تتمتع بوفرة أخشاب الأشجار فيتم استخدام الألواح الخشبية في صناعة الأسطح، بينما في بعض الدول الأخرى يتم تقشير لحاء أشجار معينة في صورة صفائح ثقيلة وكثيفة يتم استخدامها في صناعة الأسطح.
شهد القرن العشرون صناعة الألواح الخشبية المُركبة والتي تدوم من عشرين عامًا للوح الخشبي الرفيع وحتى اللوح الخشبي الأكثر سماكة والذي يتمتع بعمر محدود، وتكلفة هذه الألواح تعتمد على مدى سماكة ومتانة اللوح الخشبي. حين تبلى طبقة من الألواح الخشبية، يتم نزعها مع الطبقة السفلية ومسامير تثبيت الأسطح، ليُسمح بتثبيت طبقة جديدة. وتوجد طريقة بديلة وهي تثبيت الطبقة الجديدة مباشرة على الطبقة البالية. هذه الطريقة سريعة، ولكنها لا تسمح بفحص الغطاء الواقي للسطح وكذلك لا تسمح بإصلاح التلف الناتج عن المياه والذي غالبًا ما يكون مرتبطًا بالألواح البالية. وجود العديد من طبقات الألواح الخشبية القديمة أسفل الطبقة الجديدة يتسبب في أن يتم تثبيت المسامير بعيدًا عن موقع الغطاء الواقي، مما يضعف قوة تماسكها. أكبر قلق يتعلق بهذه الطريقة هو أن الوزن الإضافي للمواد الجديدة يمكن أن يتخطى الحد الأقصى لحمولة هيكل السطح مما يتسبب في انهيار السطح.
الإردواز يُعد مادة مثالية ومتينة، حيث إنه في جبال الألب السويسرية تُصنع الأسطح من ألواح ضخمة من حجر الاردواز يمتد سمكها لبضع بوصات. تُعتبر الأسطح المصنوعة من الإردواز هي أفضل أنواع الأسطح بشكل عام. حيث إن السطح الإردوازي يمكن أن يدوم لما يقرب من 75 إلى 150 عامًا وأكثر في بعض الأحيان. على الرغم من ذلك، فإن تكلفة تثبيت السطح الإردوازي عادة تكون غالية جدًا، فعلى سبيل المثال، في الولايات المتحدة الأمريكية، يمكن أن تصل تكلفة السطح الاردوازي إلى نفس تكلفة باقي المنزل بأكمله. غالبًا، أول جزء يتلف من السطح الإردوازي هو مسامير التثبيت، حيث إنها تصدأ مما يسمح للألواح بالانزلاق. تُعرف هذه الحالة في المملكة المتحدة باسم «اعتلال المسامير». لتجنب هذه المشكلة، يُنصح بأن تُستخدم مسامير التثبيت المصنوعة من الصلب المقاوم للصدأ أو النحاس وحتى هذه الأنواع يجب حمايتها من تأثيرات الطقس.
الأسبستوس (أو الحرير الصخري), الذي يكون عادة على هيئة صفائح مموجة متماسكة، بدأ استخدامه على نطاق واسع في القرن العشرين كمادة لصناعة الأسطح غير مُكلفة وغير قابلة للاشتعال وتتمتع بخصائص عزل ممتازة. المسائل الصحية والقانونية المرتبطة باستخراج ومعالجة منتجات الأسبستوس تعني أنه لم يعد مستخدمًا كمادة جيدة لتصنيع الأسطح. على الرغم من ذلك، فإنه يوجد العديد من الأسطح المصنوعة من الأسبستوس التي لا تزال موجودة، خاصة في أمريكا وآسيا.
تتميز الأسطح المصنوعة من قطع حشائش المروج (النوع الحديث منه يُسمى الأسطح الخضراء والنوع التقليدي القديم منه يُسمى الأسطح العشبية) بخصائص عزل جيدة كما أنه يحصل على تشجيع متزايد كطريقة «لتشجير» الكرة الأرضية. أسطح الطين اللبن هي عبارة عن أسطح مصنوعة من الطمي المخلوط بمواد ربط مثل القش أو شعر الحيوانات، ثم يتم لصقها على مخارط لتكوين سطح مستوٍ أو سطح خفيف الانحدار، وهي تُستخدم عادة في المناطق ذات معدل الأمطار المنخفض.
تُمثل الأسطح المصنوعة من القرميد الخزفي (أو البلاط المحمص) الشكل الرئيسي للأسطح، وذلك في المناطق التي يتوفر فيها الطمي بكثرة. صب هذا النوع من الأسطح وتعريض البلاط للنار هو صناعة ترتبط غالبًا بإنتاج الطوب. كان لون وشكل البلاط مميزًا إقليميًا، بينما الآن يتم إنتاج بلاط بأشكال وألوان تجارية جديدة، تتناسب مع ذوق المشتري وقدراته المالية.
استُخدمت الصفائح المعدنية المصنوعة من النحاس والرصاص أيضًا لمئات السنين. فكلاهما غالي الثمن ولكنه متين، وكمثال: السطح النحاسي العظيم لكاتدرائية شارتر، كساه الصدأ وتحول إلى لون أخضر باهت، حيث إنه موجود في مكانه منذ مئات السنين. كان استخدام الرصاص - الذي عادة ما يُستخدم في أسطح الكنائس - شائعًا بشكل أكبر كمادة تغليف مانعة للتسرب في القرى وحول مداخن أسطح المنازل، خاصة تلك المصنوعة من الإردواز. كذلك كان يُستخدم النحاس لنفس الغرض.
في القرن التاسع عشر، أصبح الحديد المطلي كهربيًا بالزنك بغرض تحسين مقاومته للصدأ، أخف وزنًا، كما أصبح نقله أكثر سهولة، وتحول إلى مادة مقاومة للماء. تكلفته المنخفضة وسهولة تطبيقه جعلته المادة الأكثر سهولة في المتناول تجاريًا على مستوى العالم في مجال تصنيع الأسطح. منذ ذلك الحين، تم تطوير العديد من أنواع الأسطح المعدنية. يدوم السطح المصنوع من ألواح الصلب أو السطح ذو التجاويف المعدنية البارزة لما يقرب من خمسين عامًا أو أكثر، ويعتمد ذلك على كل من طريقة التثبيت وحاجز الرطوبة (السفلي) المستخدم، كما أن هذا النوع يتمتع بميزة أن تكلفته متوسطة بين تكلفة الأسطح المصنوعة من الألواح الخشبية والأسطح الإردوازية.
في القرن العشرين، تم تطوير عدد كبير من المواد المستخدمة في تصنيع الأسطح، بما في ذلك الأسطح التي تعتمد على القار (كان قد تم استخدامه في قرون سابقة)، والمطاط، ومجموعة من المواد الصناعية مثل البلاستيك الحراري والألياف الزجاجية.

Outer layer
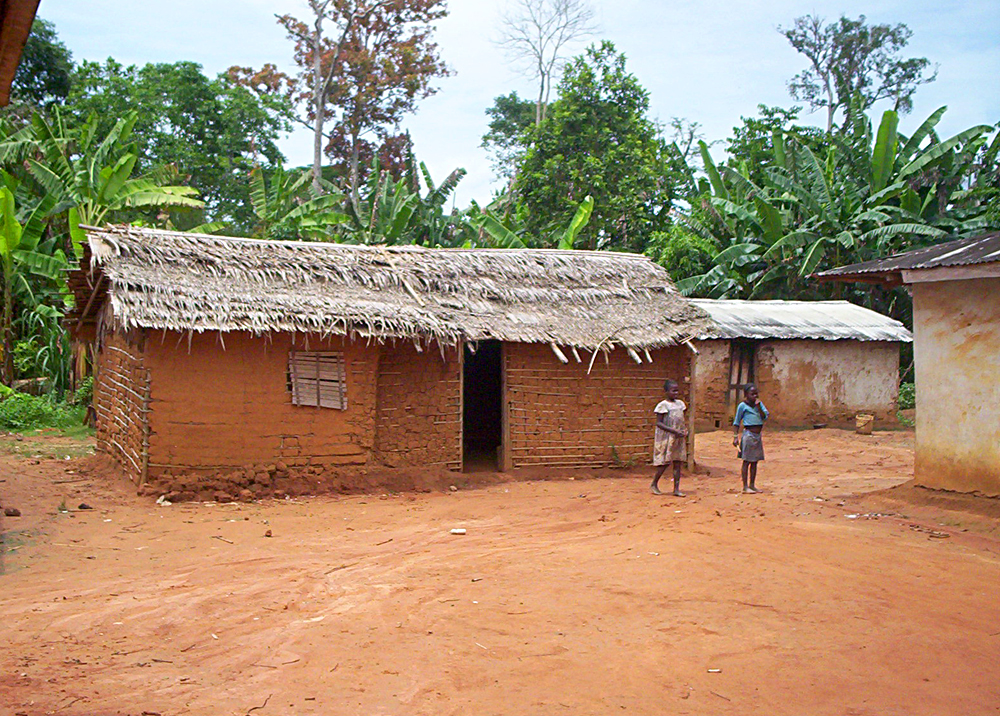
الكاميرون, ورق شجر الموز
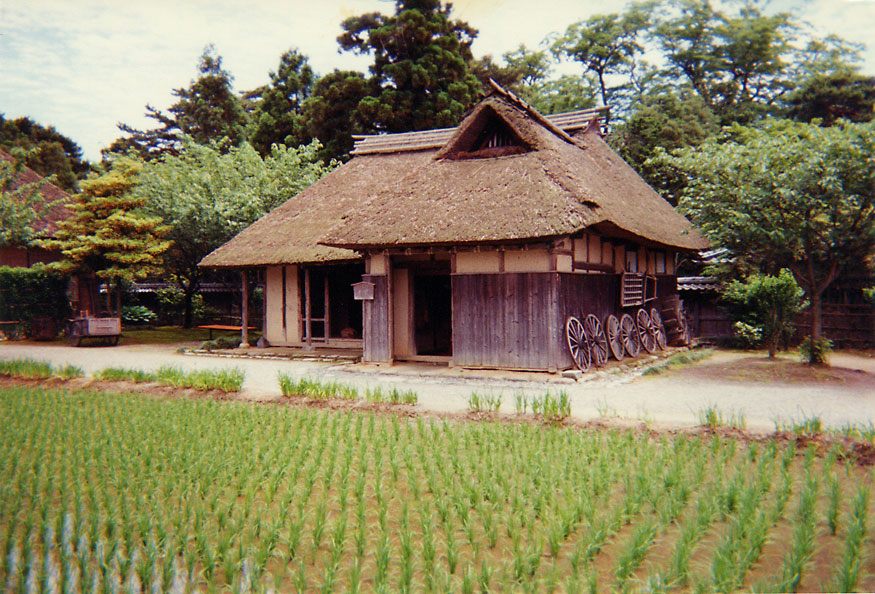
اليابان, سقف من قش الرز
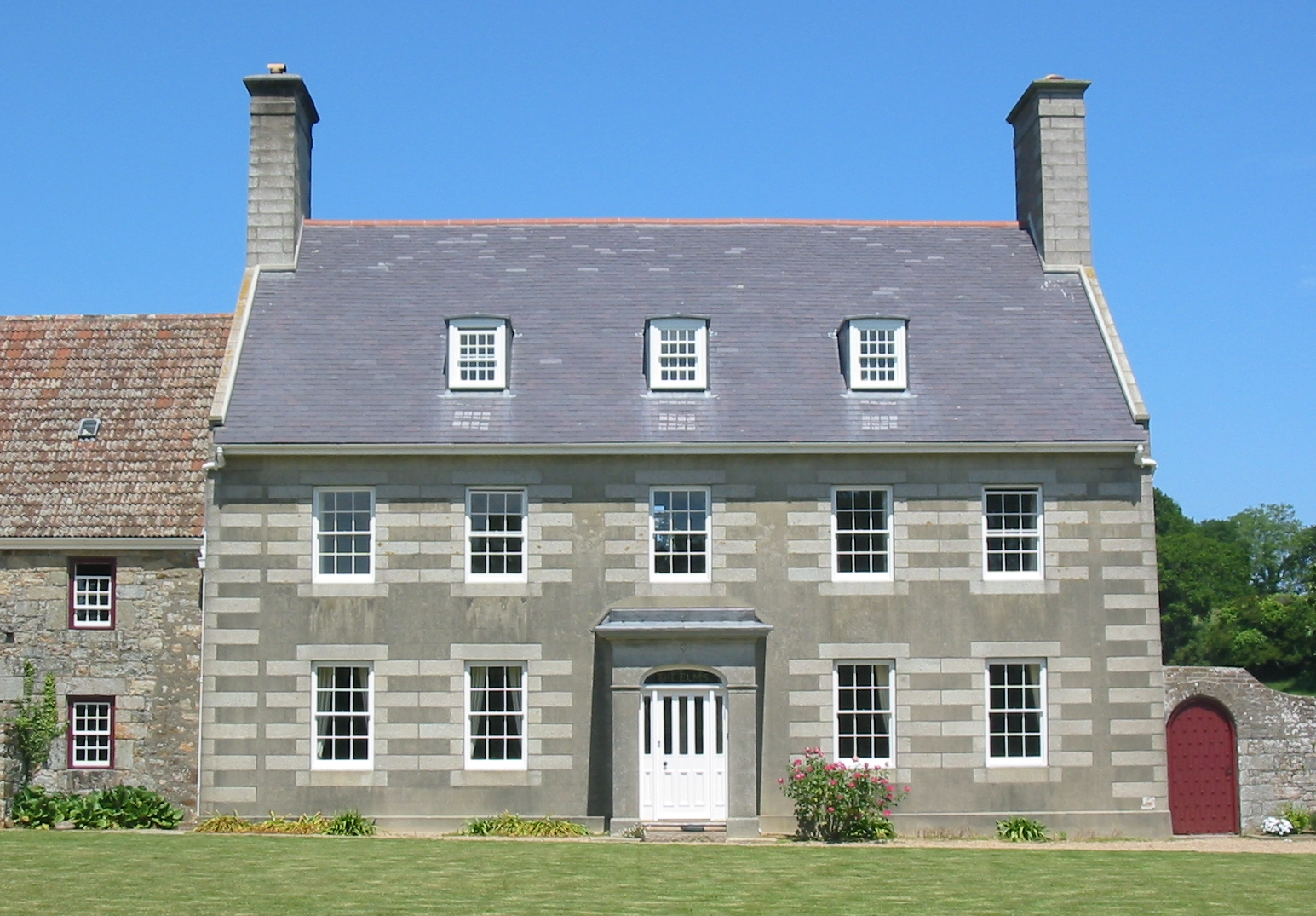
إنجلترا، الإردواز.
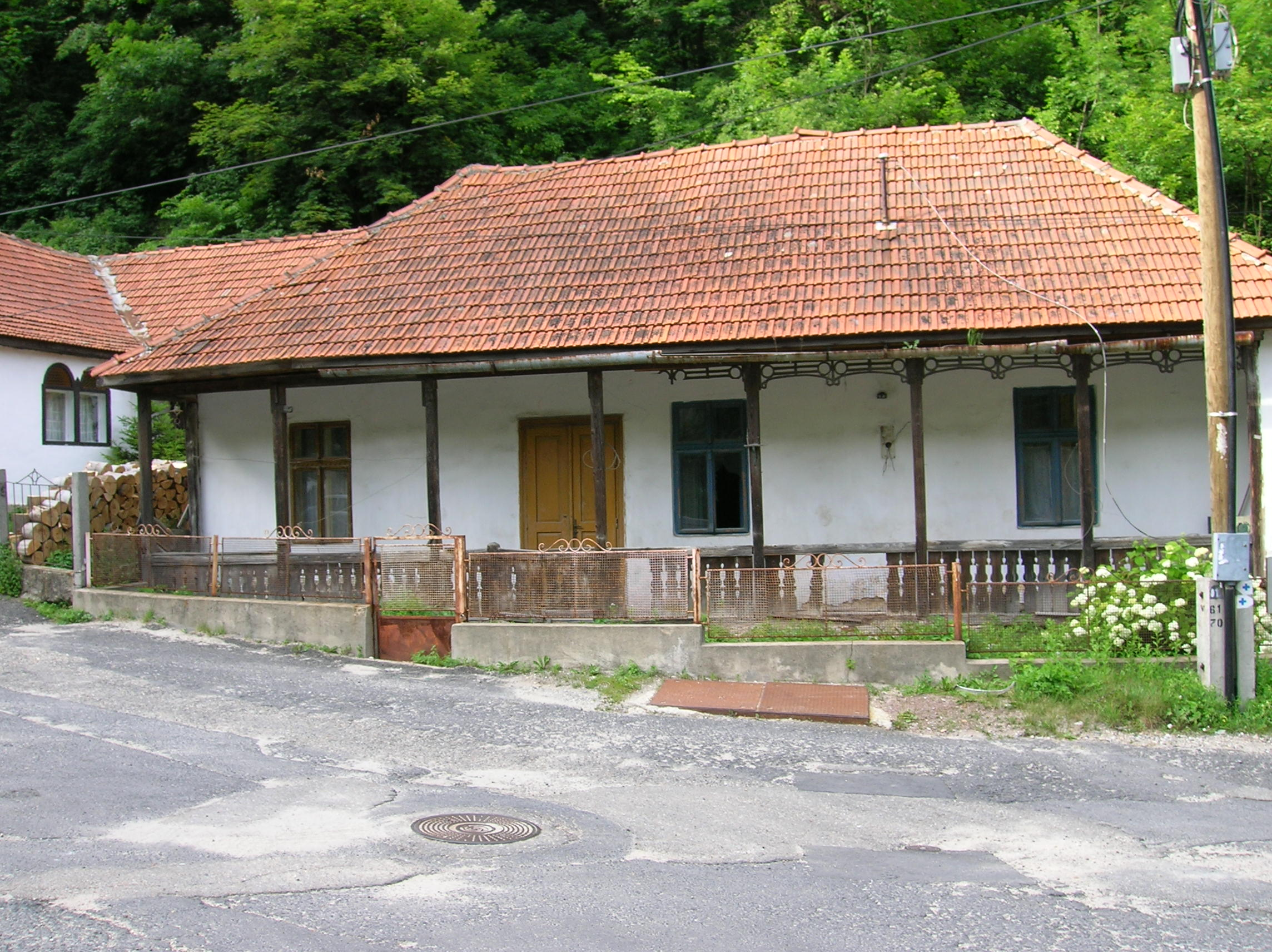
المجر, بلاط من الطين الناضج
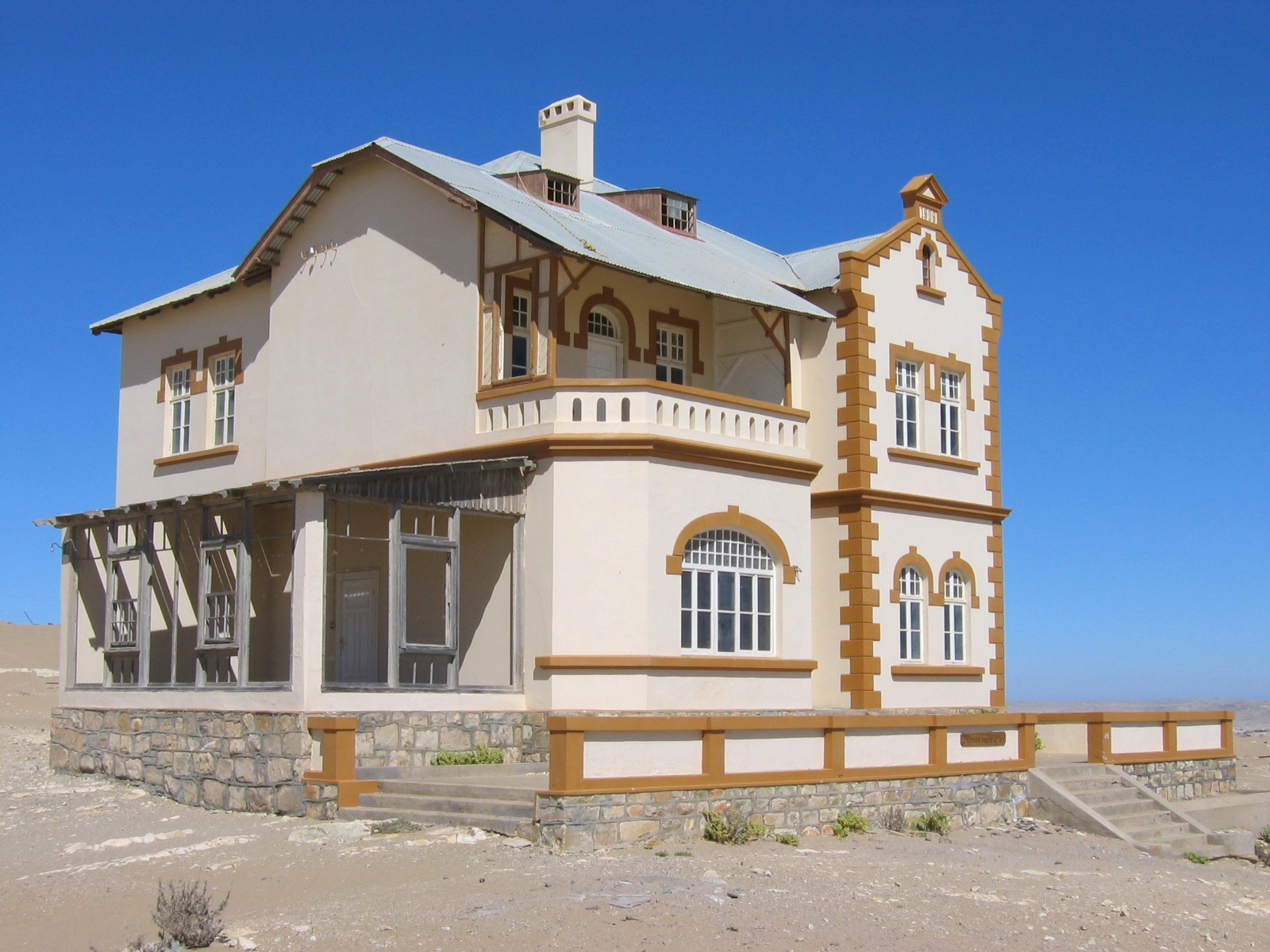
ناميبيا, سطح معدني
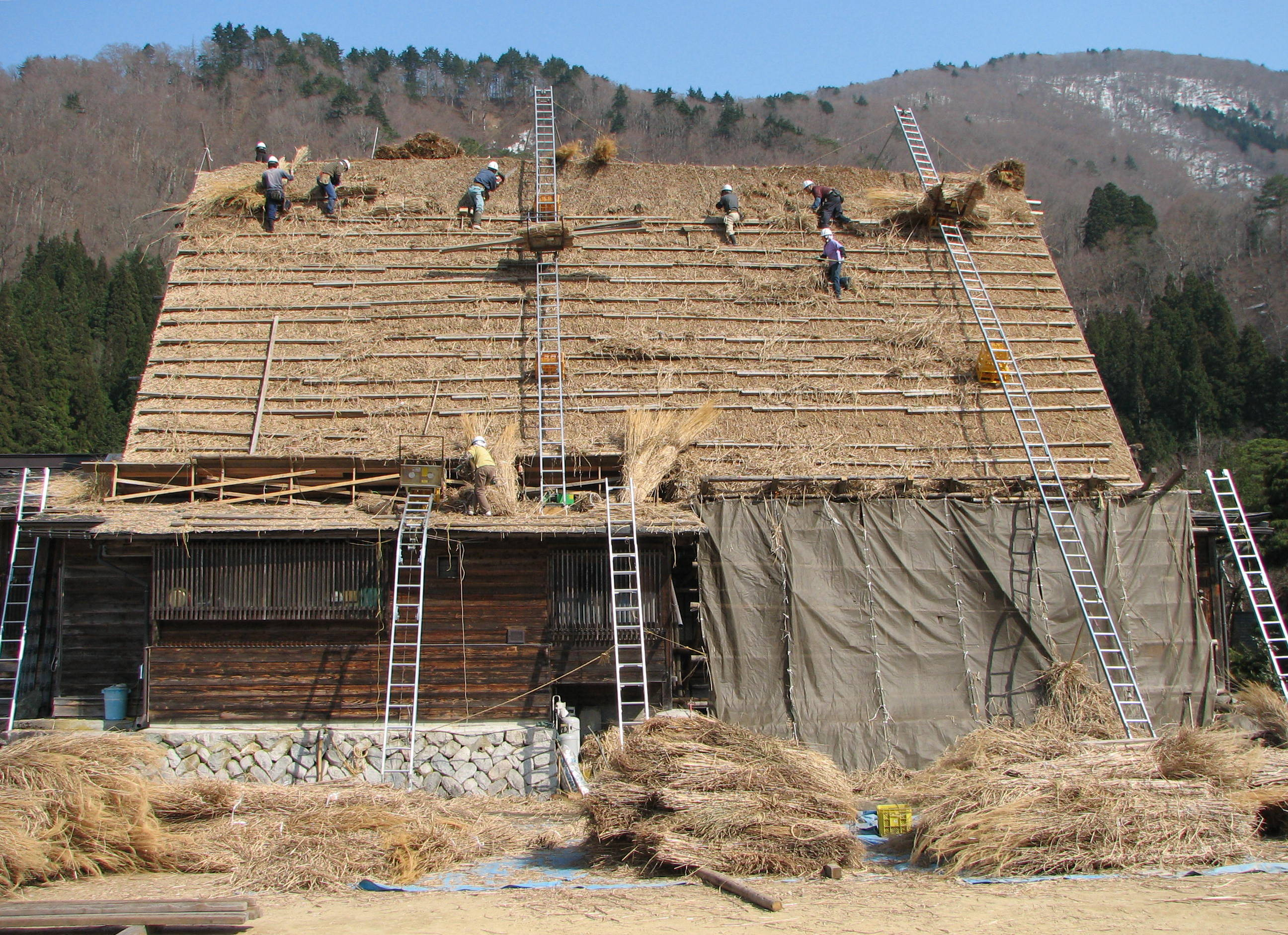
اليابان, إصلاح سطح منزل من نوع جاسشو زوكوري الريفي

## وظائف السطح

### العزل

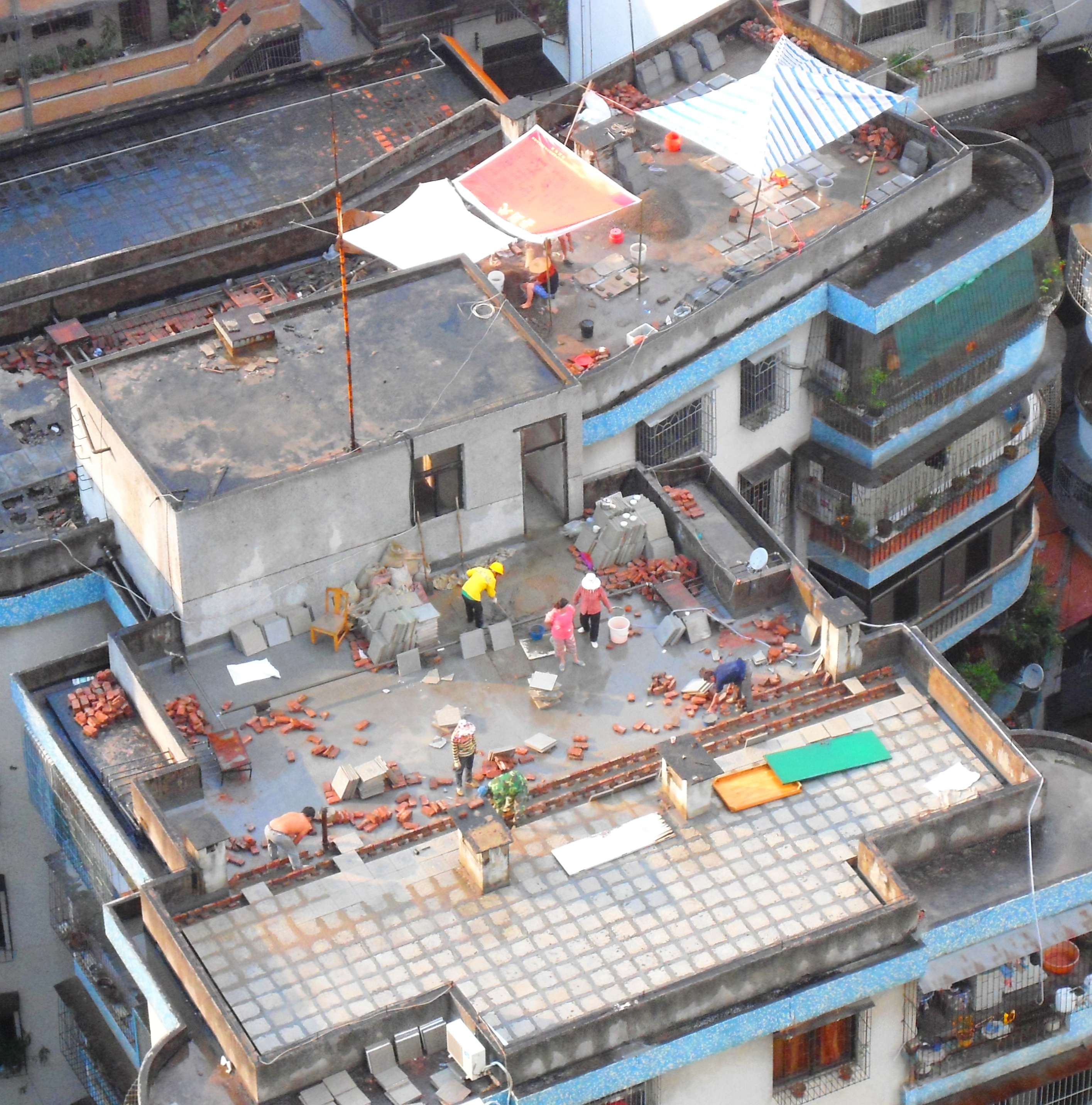
بلاط إسمنتي يتم تثبيته أعلى السطح في مدينة هايكو، هاينان، الصين.

خصائص العزل التي يتمتع بها السطح نقطة تحظى باهتمام كبير في عملية بناء هيكله واختيار المادة التي يُصنع منها، وذلك لأن وظيفته الأساسية هي حماية الناس وممتلكاتهم من العوامل المناخية.
تتمتع بعض المواد المستخدَمة في تصنيع الأسطح بخصائص عزل ممتازة، خاصة تلك المواد التي تحتوي على ألياف طبيعية، مثل القش. أما الأنواع الأخرى التي لا تتمتع بنفس التميز في خصائص العزل، فإنه يتم تثبيت عزل تحت الطبقة الخارجية غالبًا. في الدول المتقدمة، يتم تزويد معظم المنازل السكنية بسقف معلق يتم تثبيته تحت الأجزاء الهيكلية للسطح. الغرض من السقف هو أن يمثل عازلاً ضد البرودة، والضوضاء، والأتربة وأيضًا في كثير من الأحيان ضد فضلات وقمل الطيور التي غالبًا ما تختار الأسطح كأماكن تعشيش.
يمكن استخدام البلاط الأسمنتي كمادة عازلة. عندما يتم تثبيته مع ترك مسافة بين البلاط ووجه السطح، فهو يعمل على الحد من الحرارة التي تسببها الشمس.
يتم تثبيت بعض من أنواع العزل مثل صفائح البلاستيك أو اللباد - والتي تستخدم مع الأسطح العاكسة - مباشرة تحت البلاط أو أي مادة أخرى؛ فمثلًا يتم وضع حشو الفلين الصناعي فوق طبقة السقف مباشرة وكذلك منتجات إعادة تصنيع الورق وأي مواد أخرى مشابهة يمكن أن يتم حشوها أو رشها على فجوات السطح. اكتسبت ما تسمى بالأسطح الباردة شعبية كبيرة ومتزايدة، لدرجة أنها في بعض الأحيان يتم منحها عن طريق القوانين المحلية. يتم تعريف الأسطح الباردة بأنها أسطح تتمتع بكل من درجة انعكاس عالية ودرجة انبعاث حراري عالية.
تعاني الأسطح ضعيفة العزل من مشاكل عدة مثل تكوّن حواجز جليدية حول الأفاريز المعلقة في الطقس البارد، مما يتسبب في أن تتخلل المياه الناتجة عن ذوبان الثلج في الطبقات العليا للسطح عبر المادة المصنوع منها السطح.

### مصارف تجفيف المياه
الوظيفة الأساسية لأغلب الأسطح هي إبعاد المياه. الجزء الأكبر من السطح يقوم بصد قدر كبير من المياه، والتي يجب تصريفها بطريقة مناسبة، حتى لا تتسبب في حدوث أي أضرار أو معوقات.
عادة نجد أن أسطح المنازل السكنية المصنوعة من الطين اللبن لها درجة انحدار ضئيلة للغاية. في دول الشرق الأوسط، حيث يمكن أن يستخدم السطح للاستجمام، وبالتالي غالبًا ما يكون محاطًا بسور، يجب توفير مصارف تجفيف المياه لمنع تجمع المياه وتسربها خلال مسام المادة المصنوع منها السطح.
ومثل هذه المشاكل - ولكن على نطاق أكبر وأوسع بكثير - تواجه شركات البناء التي تقوم ببناء عقارات تجارية حديثة والتي يكون لها أسطح مستوية غالبًا. وبسبب طبيعة هذه الأسطح فائقة المساحة، فمن الضروري أن تكون الطبقة الخارجية مصنوعة من مادة غير نفاذة بشكل كبير. تتمتع معظم البنايات الصناعية والتجارية بأسطح تقليدية ذات درجة ميل منخفضة.
وفي العموم، فإن زاوية ميل أي سطح يجب أن تكون متناسبة مع كمية هطول الأمطار. تتمتع المنازل الواقعة في مناطق ذات معدل منخفض لهطول الأمطار بأسطح ذات زاوية ميل منخفضة، بينما تتمتع تلك الأخرى الواقعة في مناطق ذات معدل مرتفع لهطول الأمطار بأسطح ذات زاوية ميل حادة. المنازل الطويلة الواقعة في بابوا غينيا الجديدة، مثلًا، تمثل نموذجًا للهندسة المعمارية التي يسيطر عليها وجود الأسطح، ونجد أن الأسطح المرتفعة لهذه المنازل تتقوس لدرجة أنها تكاد تنجرف حتى الأرض. أما الأسطح ذات زاوية الميل الحادة جدًا في ألمانيا وهولندا فإنها مثالية في مناطق تساقط الثلوج. في أجزاء أمريكا الجنوبية مثل بوفالو أو الولايات المتحدة الأمريكية أو مدينة مونتريال، بكندا، نجد أن هناك حدًا أدنى مطلوبًا للانحدار وهو 12 بوصة، أي زاوية ميل مقدارها 30 درجة.
توجد أساليب بناء إقليمية تناقض تلك الاتجاهات، حيث نجد أن الأسطح الحجرية في أكواخ جبال الألب الريفية تكون عادة ذات درجة انحدار أخف. تميل هذه المباني إلى تراكم كميات كبيرة من الثلج عليها، وهذا يُعتبر عاملاً مهمًا في درجة عزل هذه المباني. يعتمد تحديد زاوية ميل السطح بشكل جزئي على المواد المتاحة لتصنيع السطح، فنجد أن زاوية ميل 3/12 فصاعدًا تحتاج إلى أن تُغطى بألواح من الزفت، أو جذوع الخشب، أو الصلب المضلع، أو الإردواز أو البلاط.
المياه التي يصدها السطح أثناء حدوث عاصفة مطيرة غالبًا ما تكون مدمرة للمبنى الذي يحميه السطح. فإذا انحدرت المياه على جدران المبنى، فهي تتسرب إلى الأسمنت أو تتخلل الصفائح المصنوع منها السطح. وإذا وصلت المياه إلى أساسات المبنى فقد تسبب ارتشاحًا داخليًا، ارتفاع الرطوبة أو التعفن الجاف. لهذه الأسباب، فإن معظم المباني تضع نظامًا لحماية جدران المبنى من غالبية مياه السطح. ويتم توظيف الأفاريز المعلقة غالبًا لهذا الغرض. تتمتع معظم الأسطح الحديثة والعديد من الأسطح القديمة بوجود أنظمة الأخاديد، والمزاريب، وأعمدة صرف المياه، وأنابيب الصرف لكي تمنع المياه من ملامسة المبنى. يتم تجميع مياه الأسطح في العديد من أنحاء العالم، وتخزينها للاستخدام المنزلي.
المناطق المعرضة لسقوط الثلج تستفيد من الأسطح المعدنية لأنها تتمتع بأوجه ملساء تعمل على انزلاق وزن الجليد بسهولة أكبر كما أنها تقاوم قوة الرياح بشكل أفضل من أسطح الألواح الخشبية أو أسطح البلاط الأسمنتي.

Insulation, drainage and solar roofing
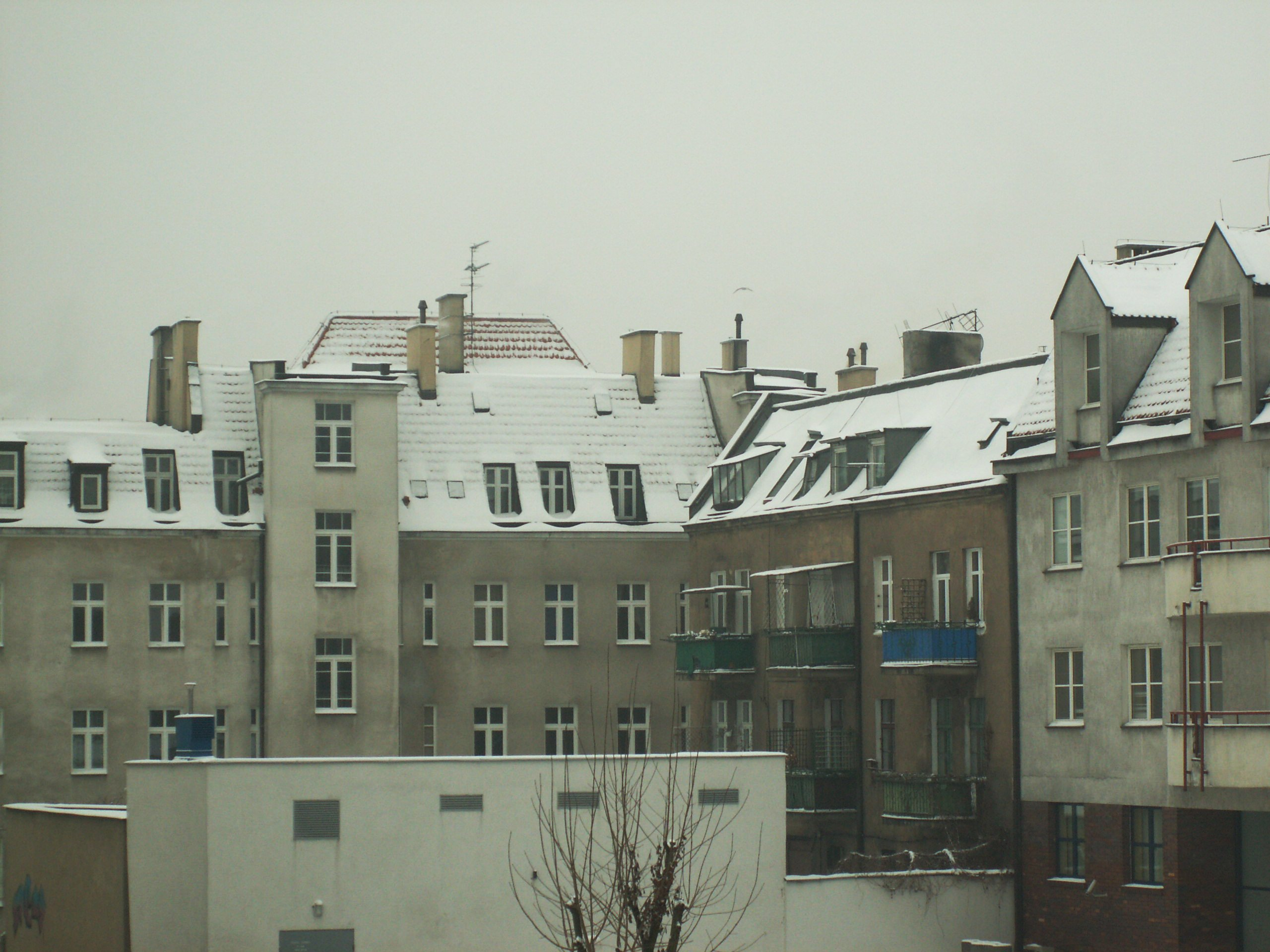
الثلج على أسطح المنازل في بولندا.
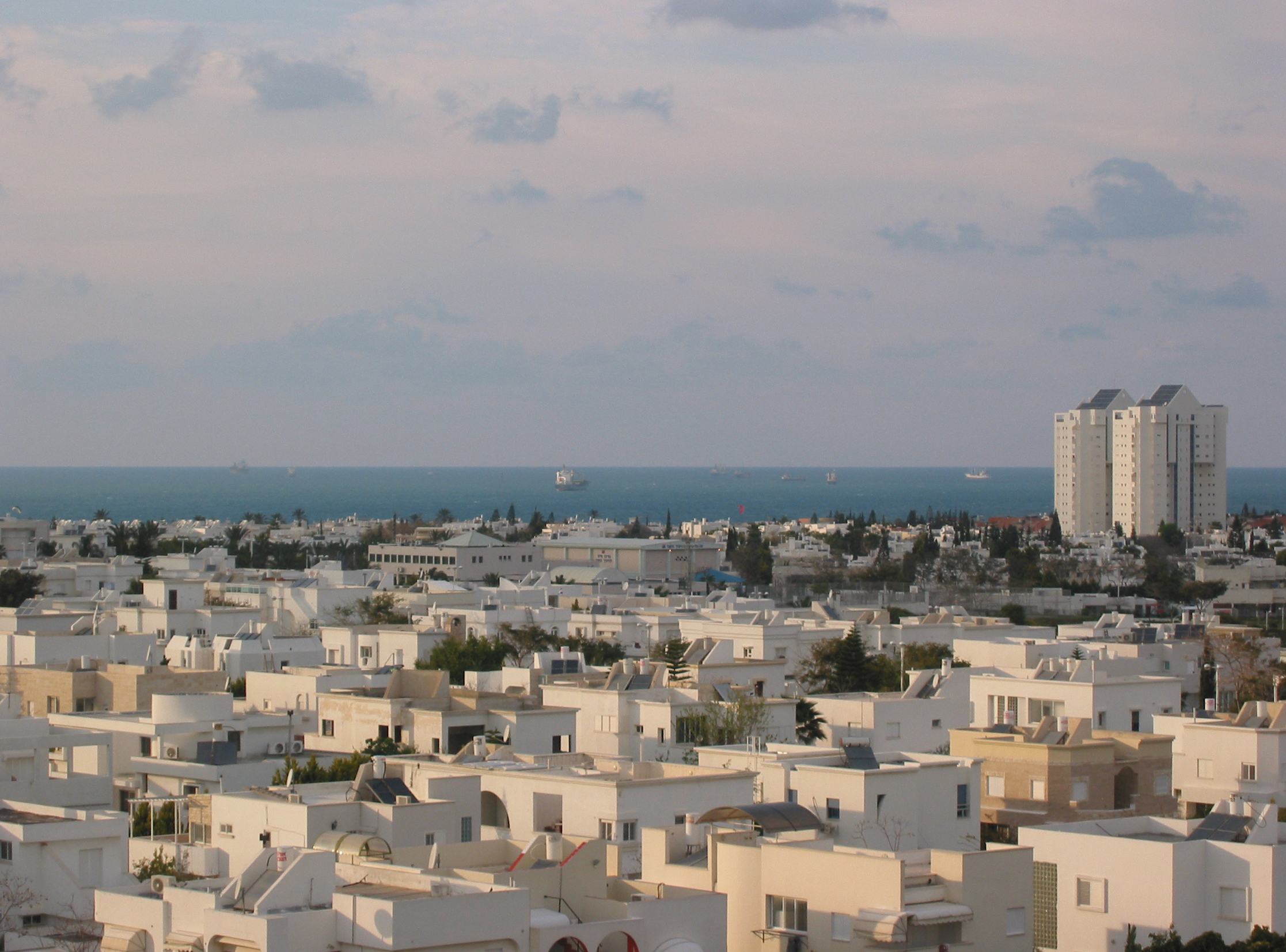
الأسطح المستوية بالشرق الأوسط إسرائيل.
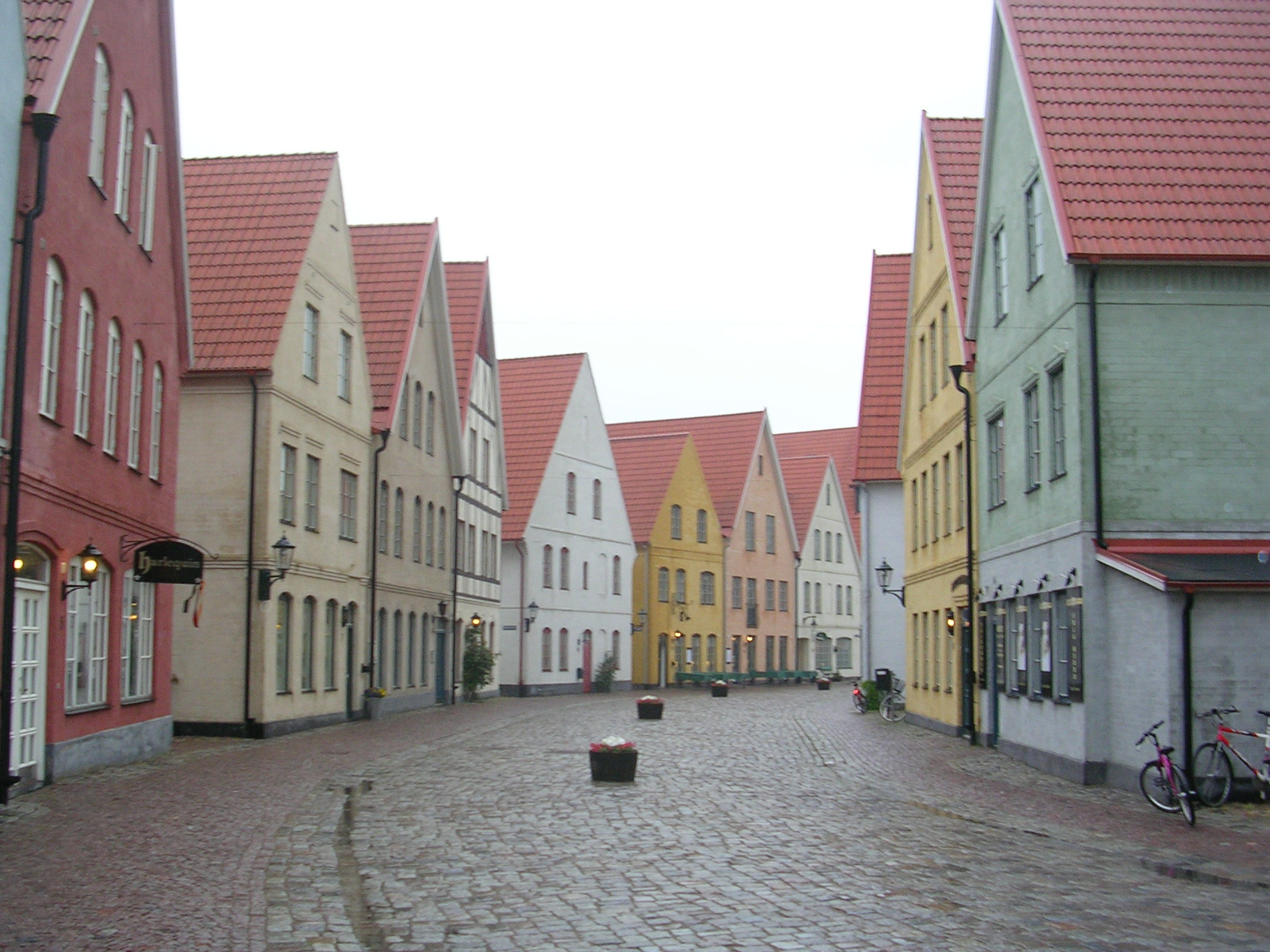
أسطح الجملون، والأسطح ذات زاوية الميل الحادة شمال أوروبا.
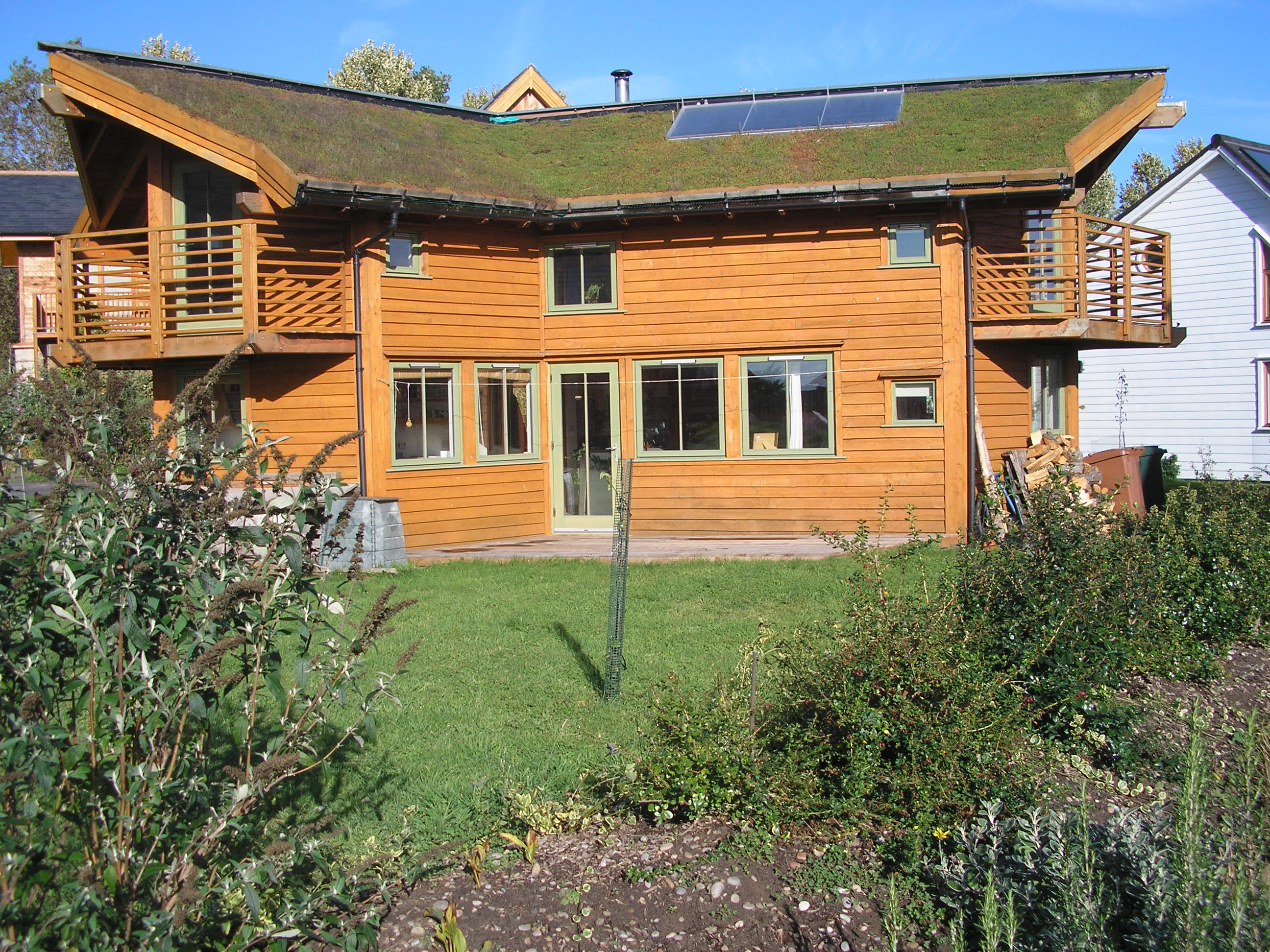
السطح الأخضر باللوحات الشمسية، مدينة فيندهورن، اسكتلندا.

### الأسطح الشمسية
تتضمن الأنظمة الأحدث اللوحات الشمسية التي تولد الكهرباء إلى جانب أنها تمثل غطاء للسطح. وتوجد أيضًا أنظمة شمسية متاحة تولد مياهًا ساخنة أو هواء ساخنًا كما أنها تمثل غطاء للسطح أيضًا. تتوافر كل هذه الوظائف السابقة في الأنظمة الأكثر تعقيدًا فنجد أنها: تولد الطاقة الكهربية، وتعوض عن الطاقة الحرارية، وأيضًا تمثل غطاء للسطح.
يمكن الدمج بين الأنظمة الشمسية والأسطح عن طريق:
- دعم تغطية الأسطح ذات زاوية الانحدار، مثل اللوحات الشمسية.
- الاعتمام على سطح موجود بالفعل، مثل اللوحات الشمسية على الأسطح المصنوعة من القرميد.
- دعم تغطية الأسطح المستوية باستخدام حرارة الانصهار، مثل كلوريد البولي فينيل.
- الاعتماد على سطح مستوٍ ذي بناء هيكلي ووزن إضافي لمنع رفع الأشياء بفعل الرياح.

Roof shapes
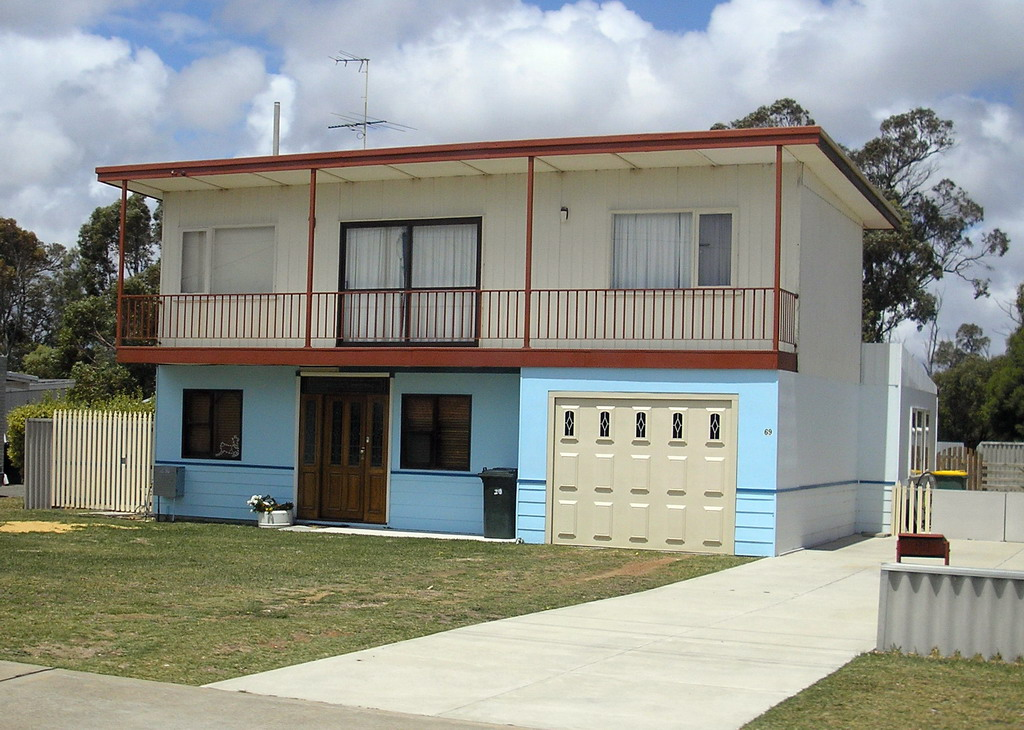
سطح مستوٍ, أستراليا الغربية.
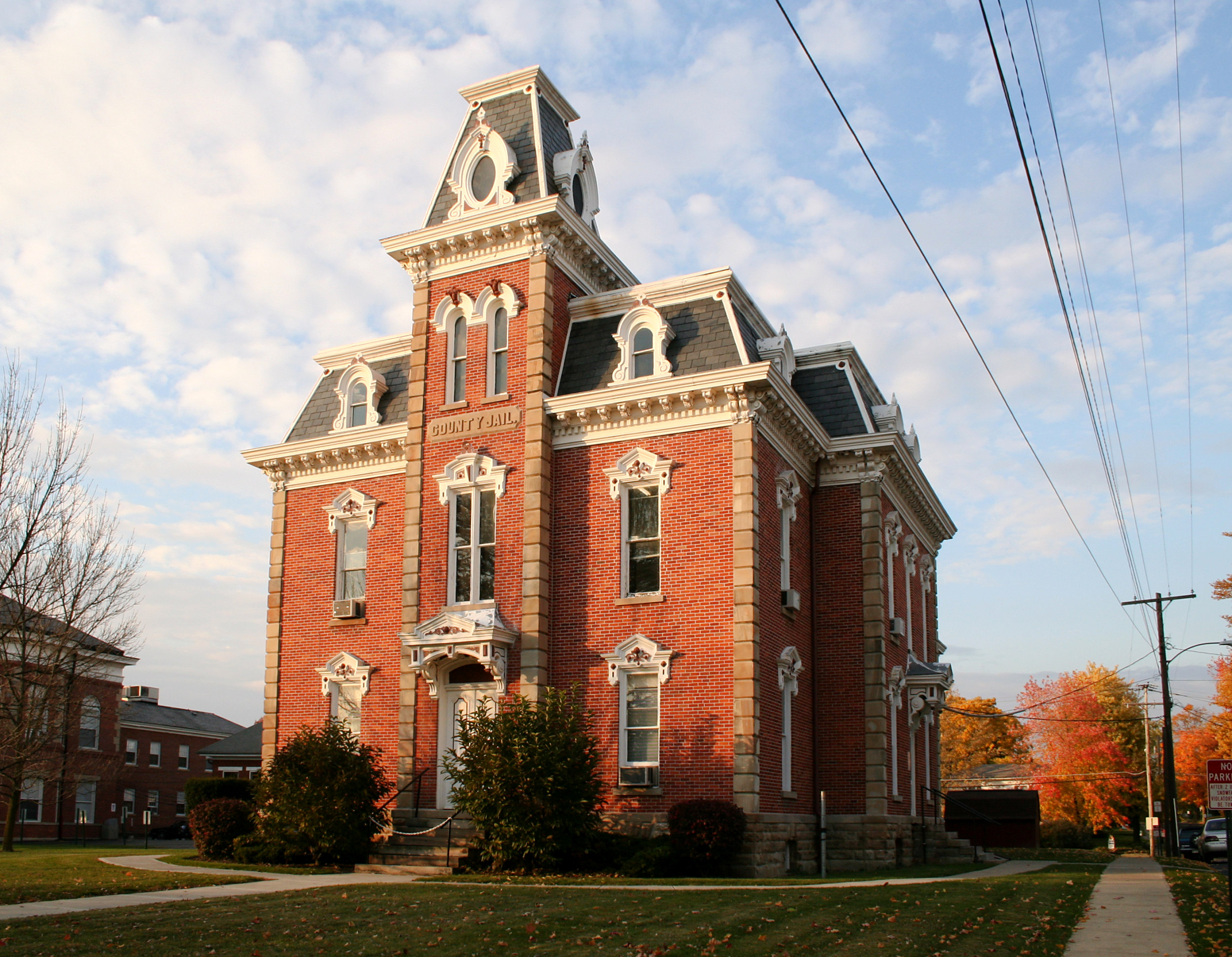
سطح مزدوج الانحدار لسجن المقاطعة, جبل جلعاد, ولاية أوهايو.
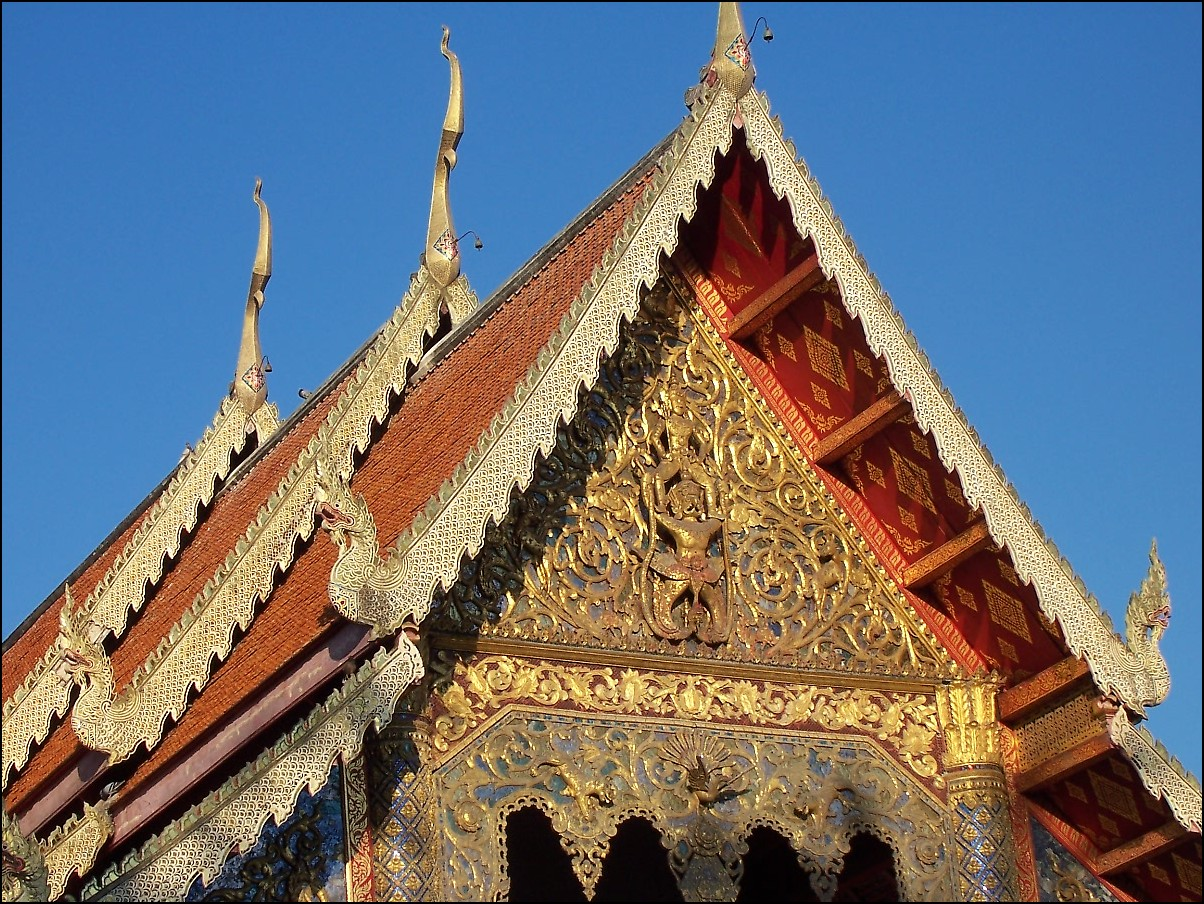
سطح معبد في شيانغ ماي, تايلاند مع جملون مُزخرف وغطاء من بلاط السيراميك.
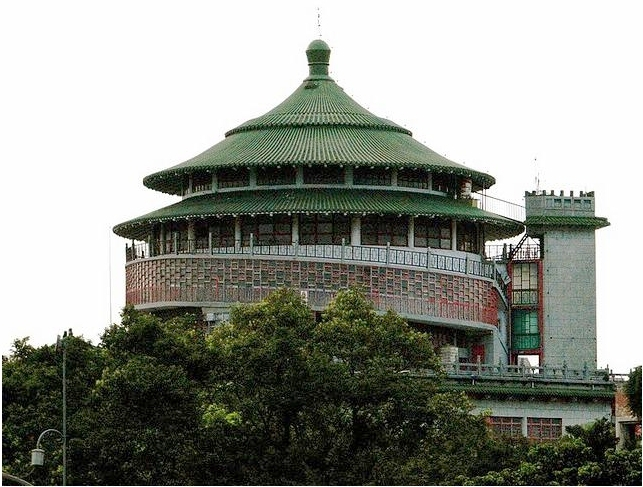
سطح المخروطية الصينية أكاديمية نانهاي في تايبيه.

## معرض صور للأسطح المميزة

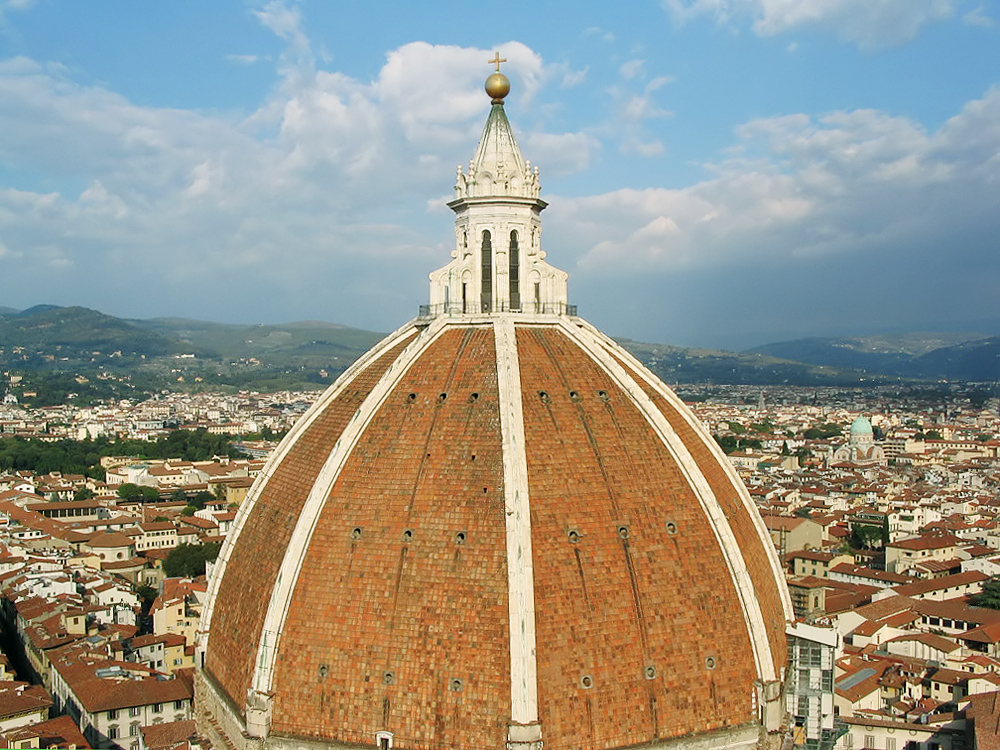
القرميد والبلاط المقوس على قبة كاتدرائية فلورنسا.
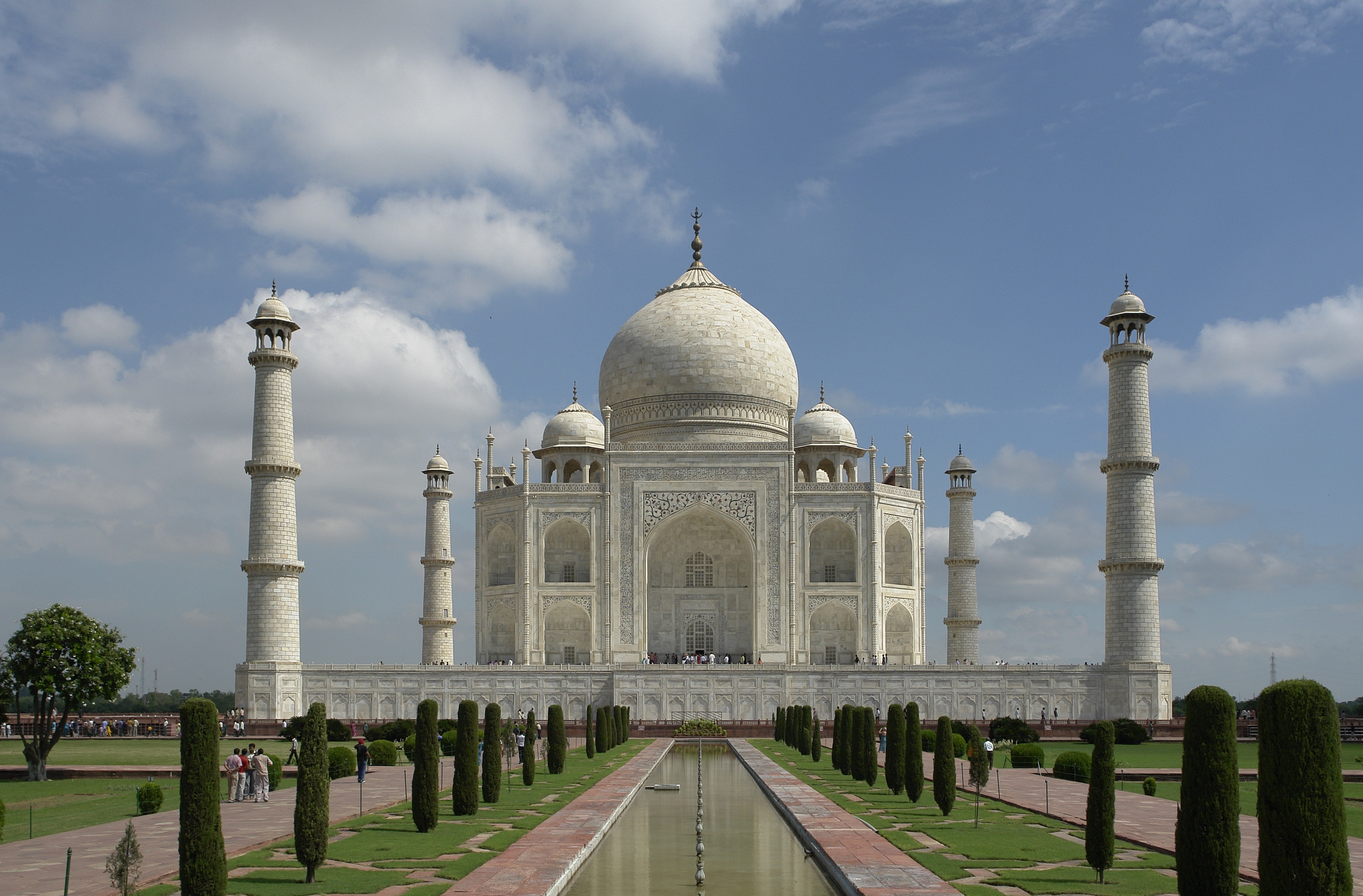
القبة الرخام لمعبد تاج محل.
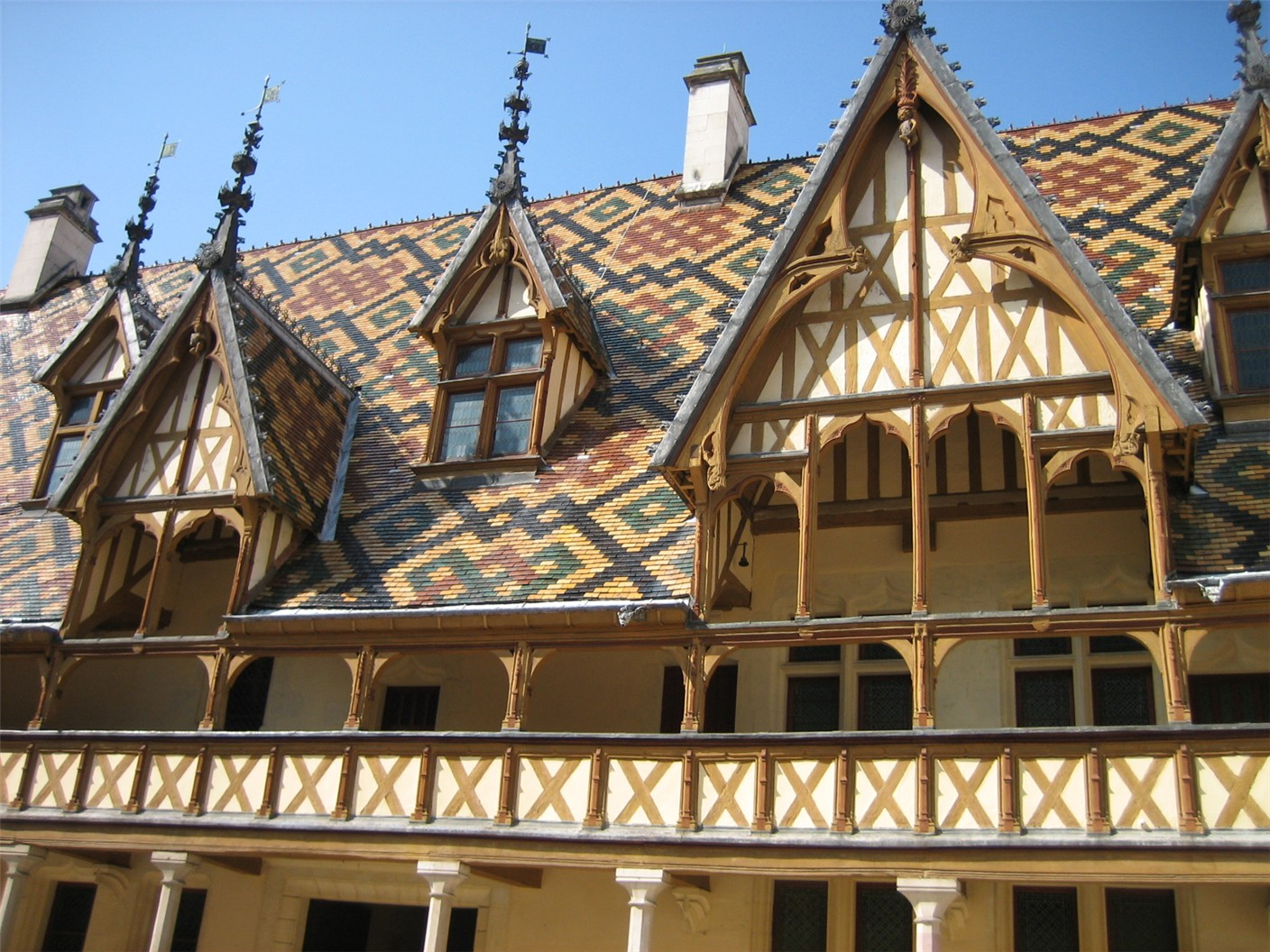
البلاط متعدد الألوان لدار مسني مدينة بون، فرنسا.
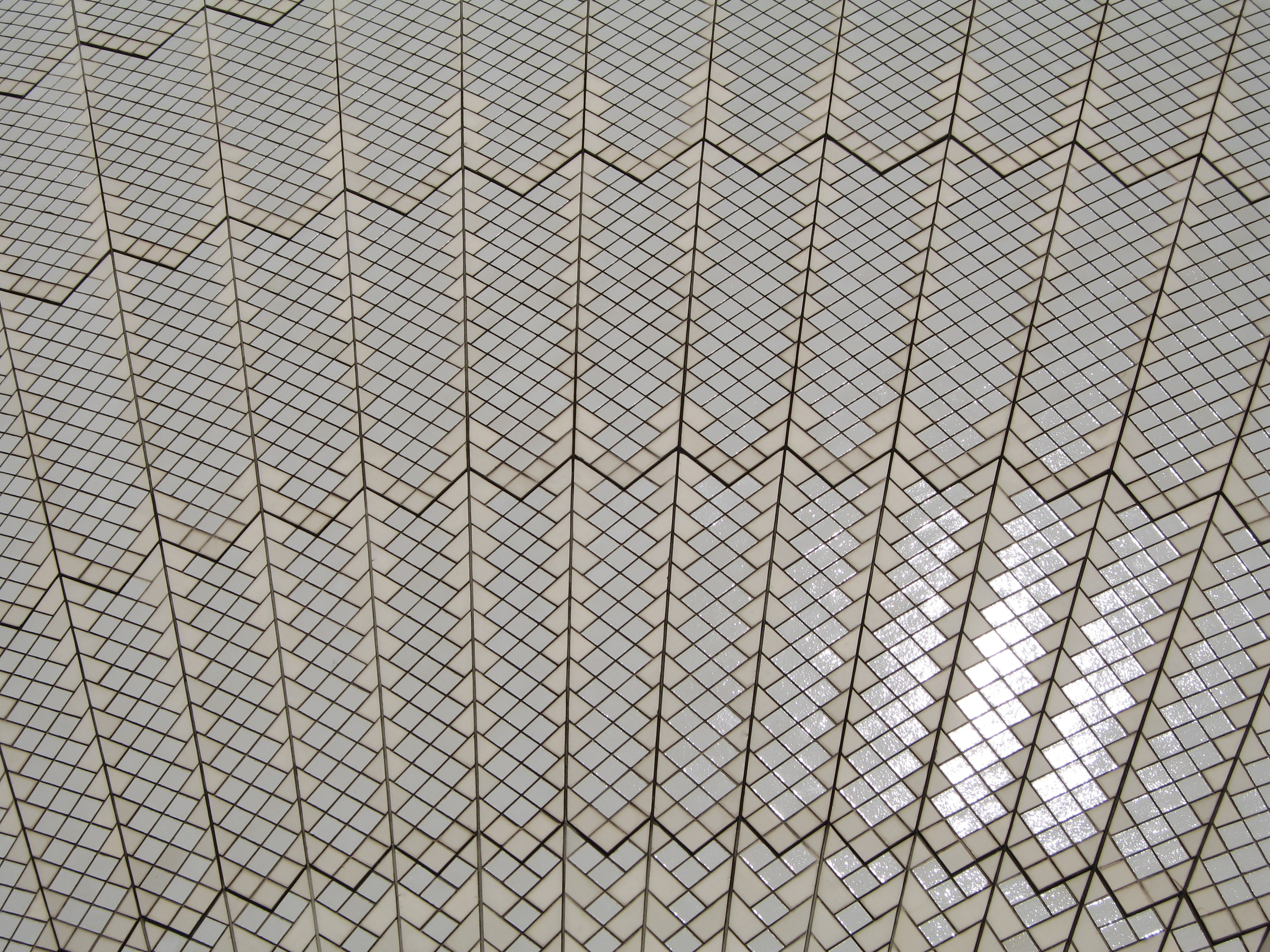
بلاط الخزف المتلألئ دار أوبرا سيدني.
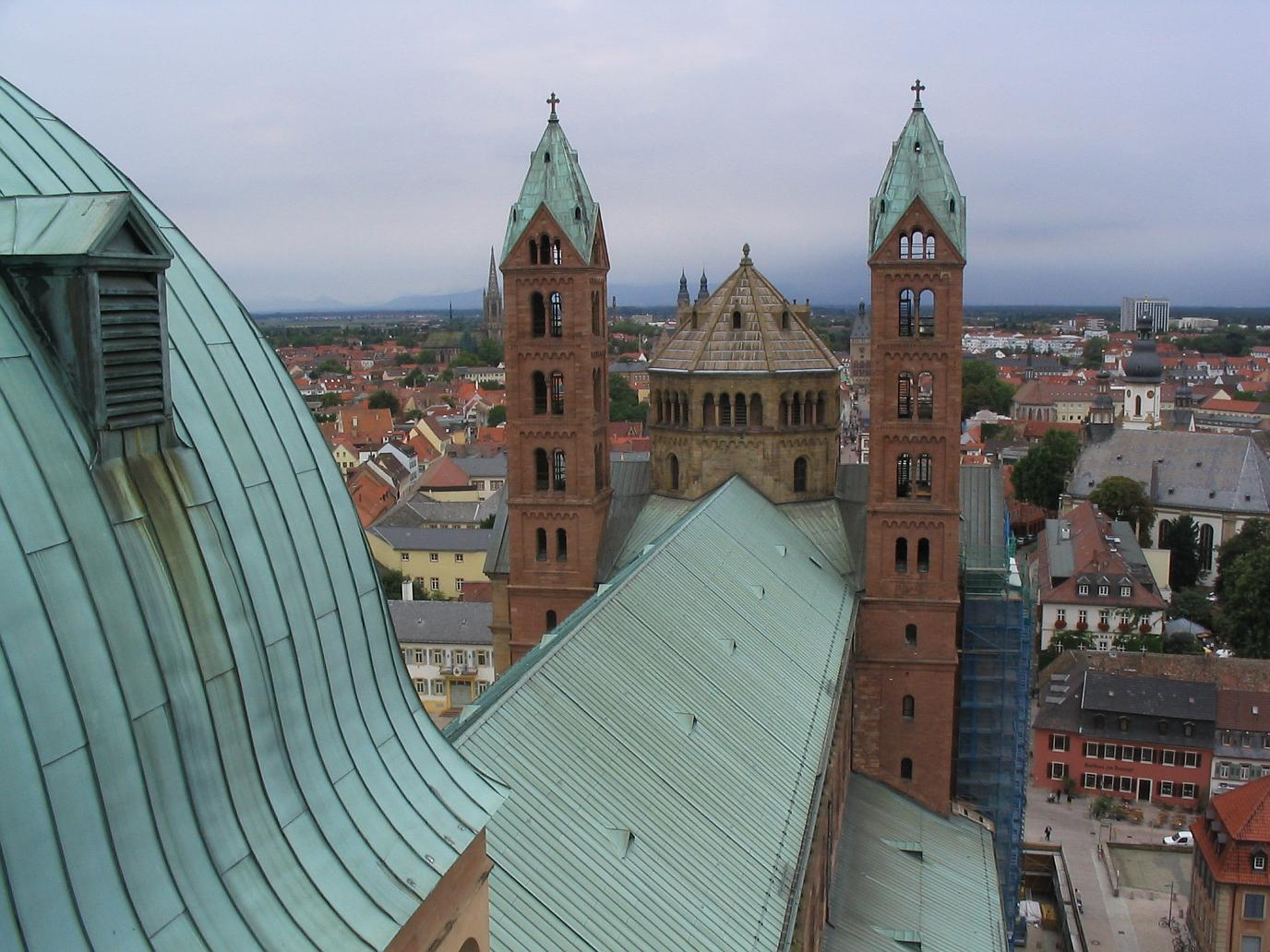
السطح النحاسي كاتدرائية شباير، ألمانيا.
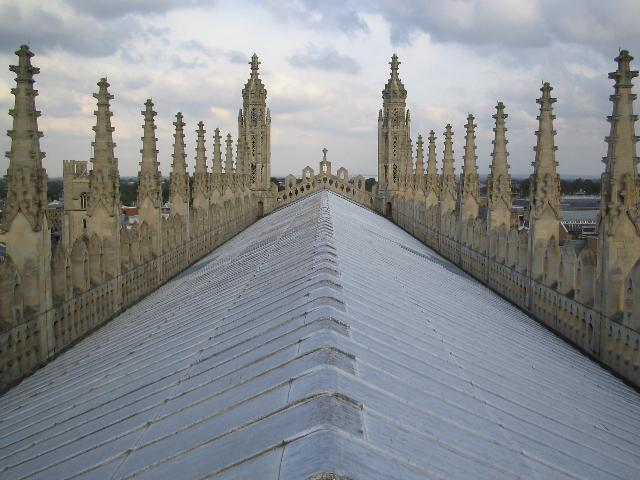
السطح الرصاصي لكنيسة كينجز كوليدج، بريطانيا.
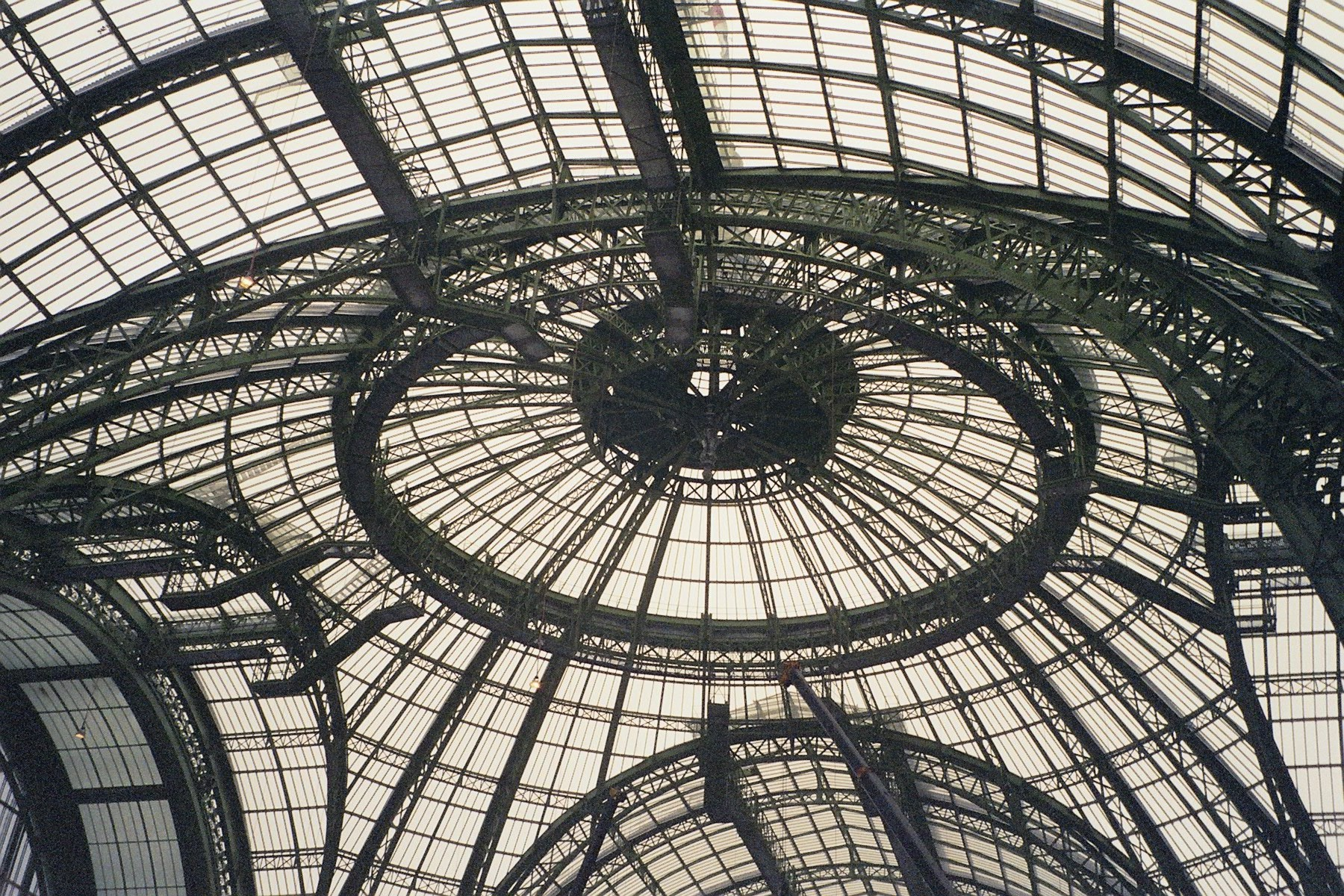
السطح الزجاجي لمتحف جران باليه (القصر الكبير), باريس.